# Спасская улица (Ульяновск)
Спа́сская у́лица находится в Ленинском районе города Ульяновска. Спасская улица пролегает с севера на юг, параллельно бульвару Новый Венец и улице Гончарова. Начинается от перекрёстка бульвара Пластова и улицы Радищева и заканчивается, переходя в улицу Кузнецова.

## История
Свое нынешнее название улица получила в XVIII столетии, по Спасскому Новодевичьему женскому монастырю, позднее, в советские годы (1918 год), была переименована в Советскую улицу, а в 2011 году она стала первой улицей города, которой было возвращено её историческое название.
В одном из домов по улице держали Емельяна Пугачёва перед тем, как отвезти на казнь в Москву. 

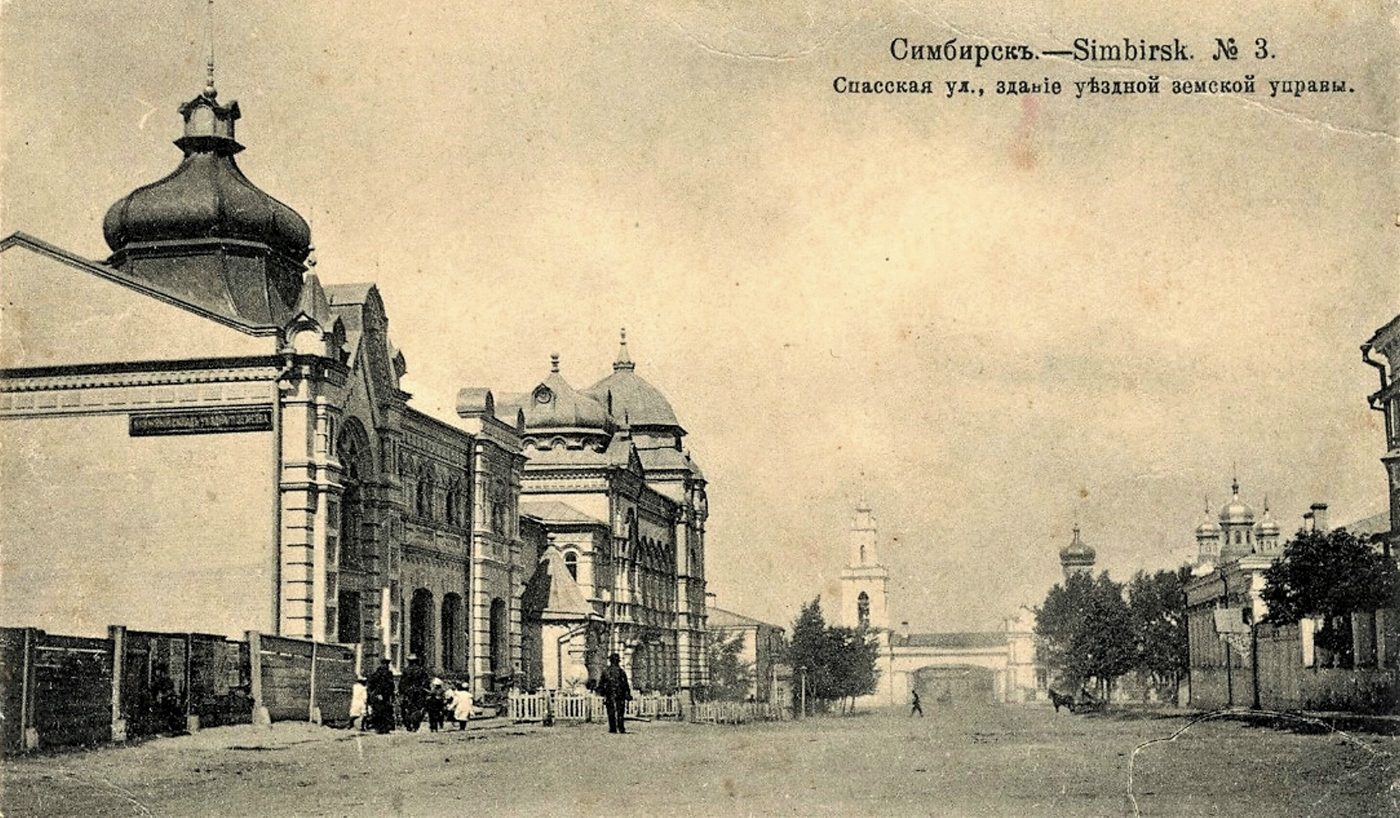
Симбирск, Спасская улица.

В 1833 году на Спасской в Доме Языковых побывал Александр Сергеевич Пушкин. 
В 1845 году был открыт сквер с памятником писателю и историографу Н. М. Карамзину.

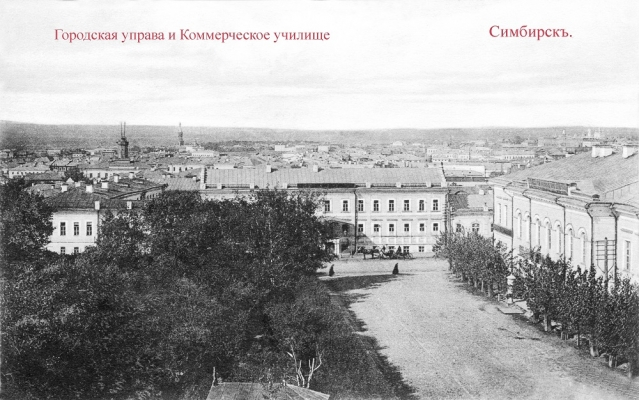
Коммерческое училище и Городская управа (Симбирск, 1900).

В 1918 году улица была переименована в Советскую. 
В 1954 году по ней прошла первая линия Ульяновского трамвая. 
В конце 1960-х годах, к 100-летию со дня рождения Владимира Ильича Ленина, улица претерпела ряд изменений. Был разрушен Спасский женский монастырь, была разобрана Владимирская церковь , сломано здание Ульяновского строительного техникума (1956 г. постройки), двухэтажное здание бывшего Коммерческого училища (с 1918 по 1962 год - Гимназия В. В. Кашкадамовой)  и другие здания. На их местах был открыт целый ряд новых зданий: новый корпус средней школы № 1 (ныне Гимназия № 1) и туристические объекты — двадцатитрёх-этажное здание гостиницы «Венец», ставшее высотной доминантой города (его видно из многих точек Ульяновска) и Ленинский мемориал. В 1972 году был открыт ДК Профсоюзов (позже в разные годы Концертно-досуговый центр молодёжи, Центр народного творчества и искусства, Центр народной культуры), ныне ДК «Губернаторский».
В 2011 году улице вернули название Спасская, она стала первой улицей города, которой было возвращено её историческое название.

## Примечательные здания и сооружения
- Гостиница «Венец».Ленинский мемориал.

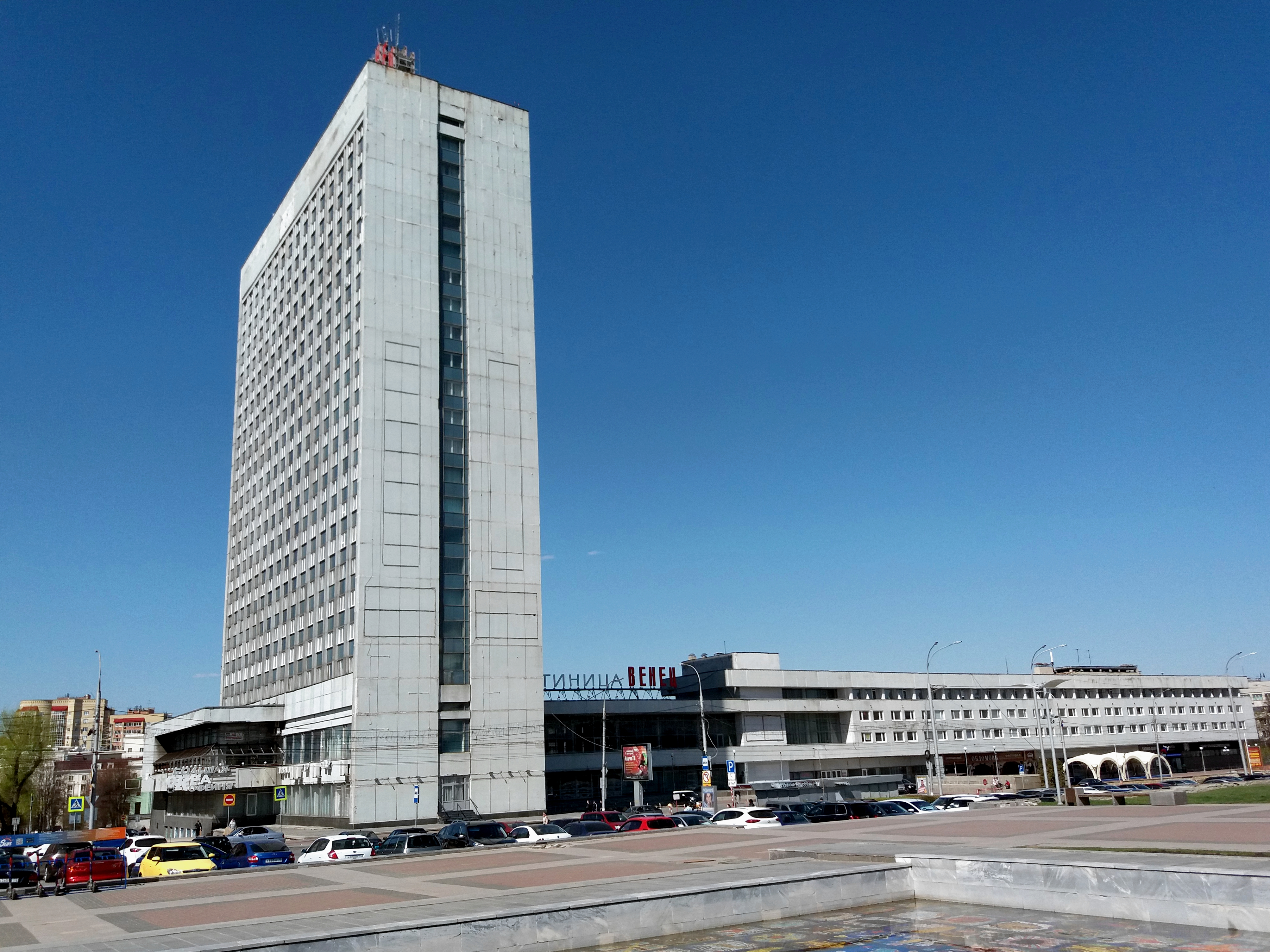
Гостиница «Венец».

- Гостиница «Венец» (на 1970 год - это была самая высокая гостиница в СССР)[10][11][12][13][14][15][16].

Дом офицеров и гостиница «Венец».

- Дом офицеров и гостиница «Венец».Здание бывшего Симбирского уездного земства, ныне Дом офицеров (арх. Алякринский Михаил Григорьевич, построен в 1889 году)[17][18][19][20][21][22][23].

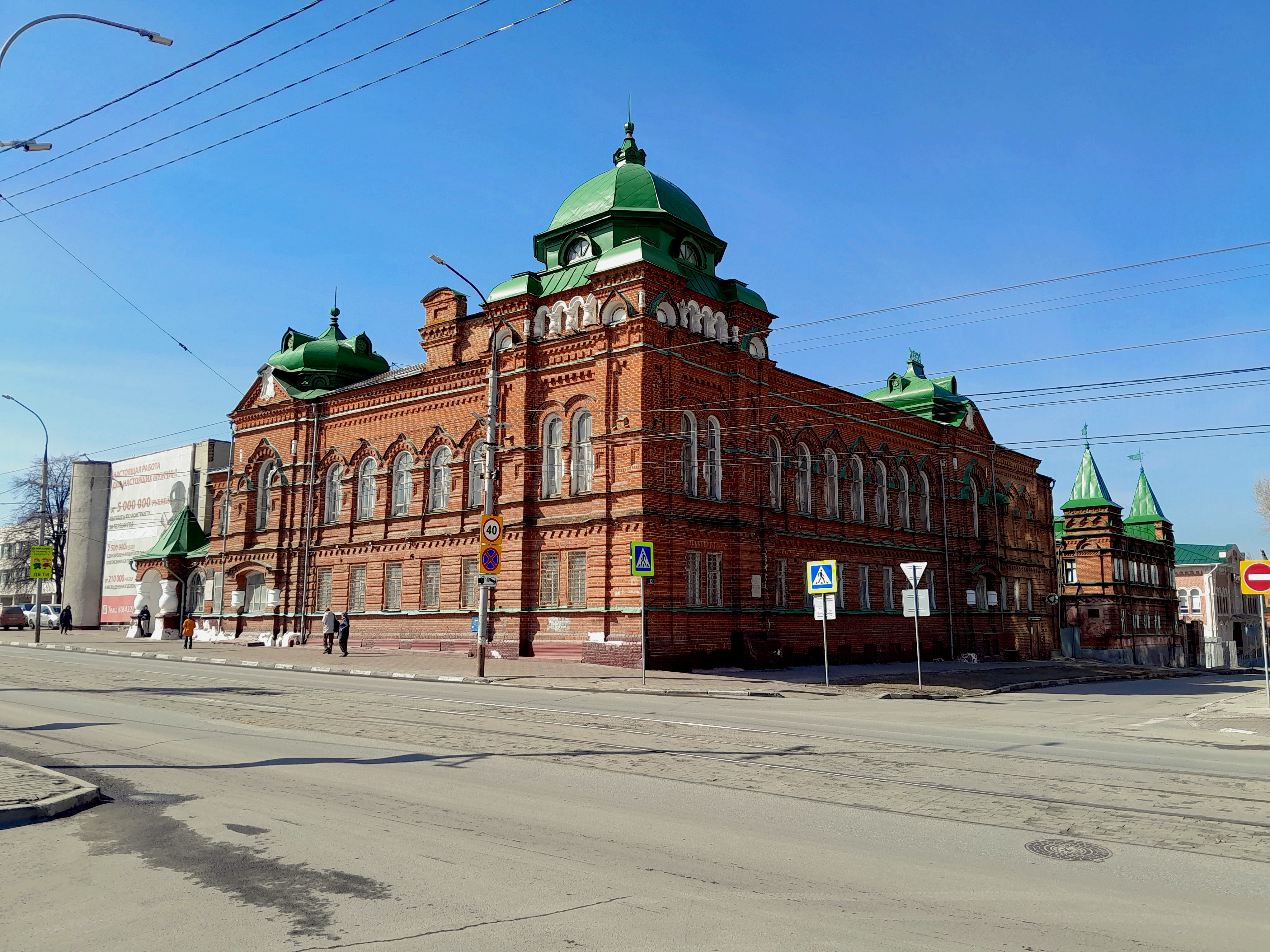
Дом офицеров.

- Дом офицеров.Литературный музей «Дом Языковых» (родовой дом Языковых, филиал Ульяновского областного краеведческого музея)[24][25][26][27].
- Гимназия № 1 (до 1917 года Симбирская мужская классическая гимназия, в советское время школа № 1 им. Ленина). Размещается в двух зданиях: 1790 года и 1970 года. В старом корпусе также находится музей «Симбирская классическая гимназия», филиал музея-заповедника «Родина В. И. Ленина»).
- Здание бывшей гимназии, в которой учился Ленин (бывшее здание Городской управы, ныне Музыкальное училище[28])[29][30][31][32][33][34][35][36][37][38][39][40][41].
- Здание бывшей гимназии (Гимова, 1).Дом офицеров.Дворец культуры «Губернаторский».

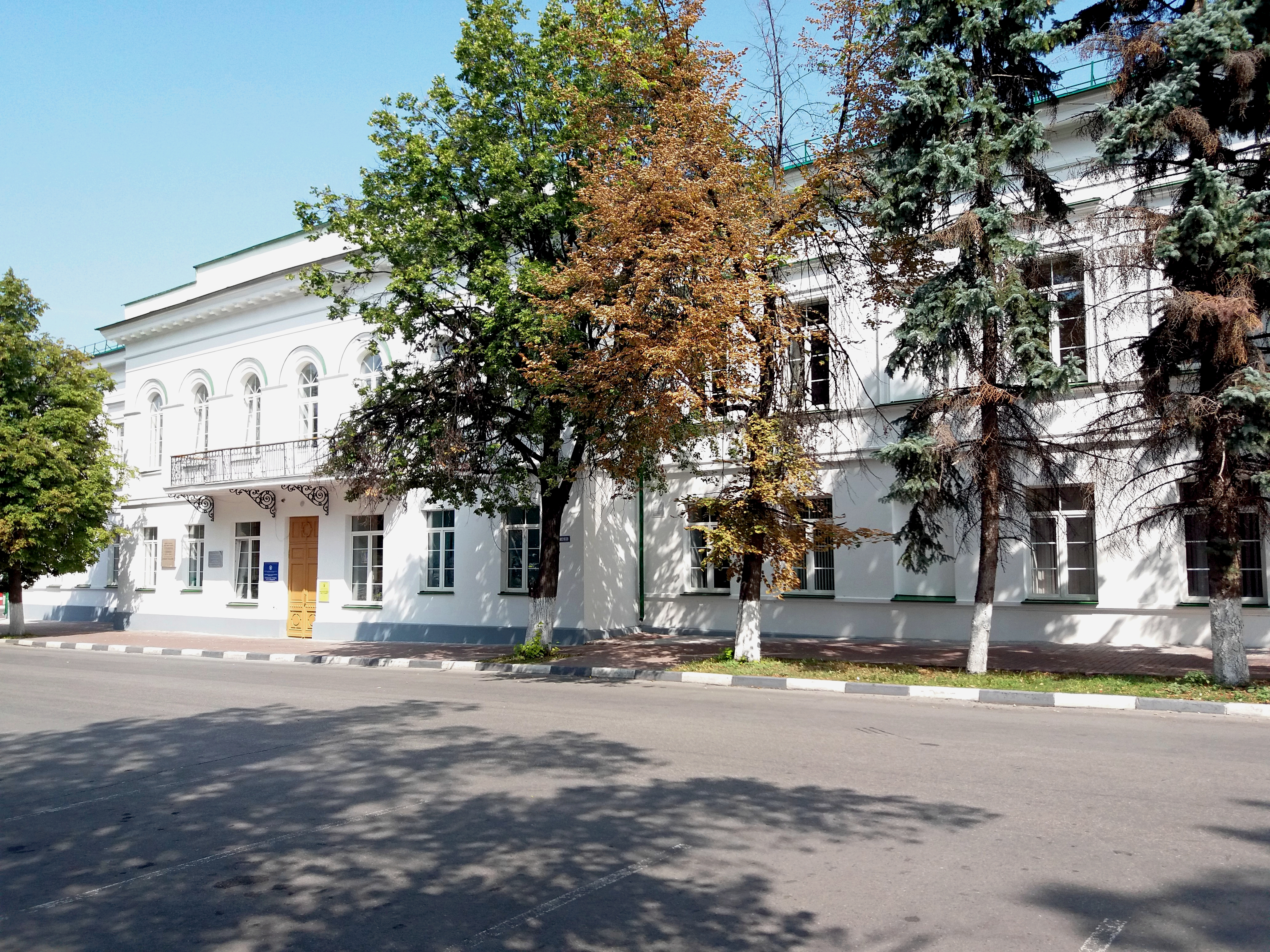
Здание бывшей гимназии (Гимова, 1).

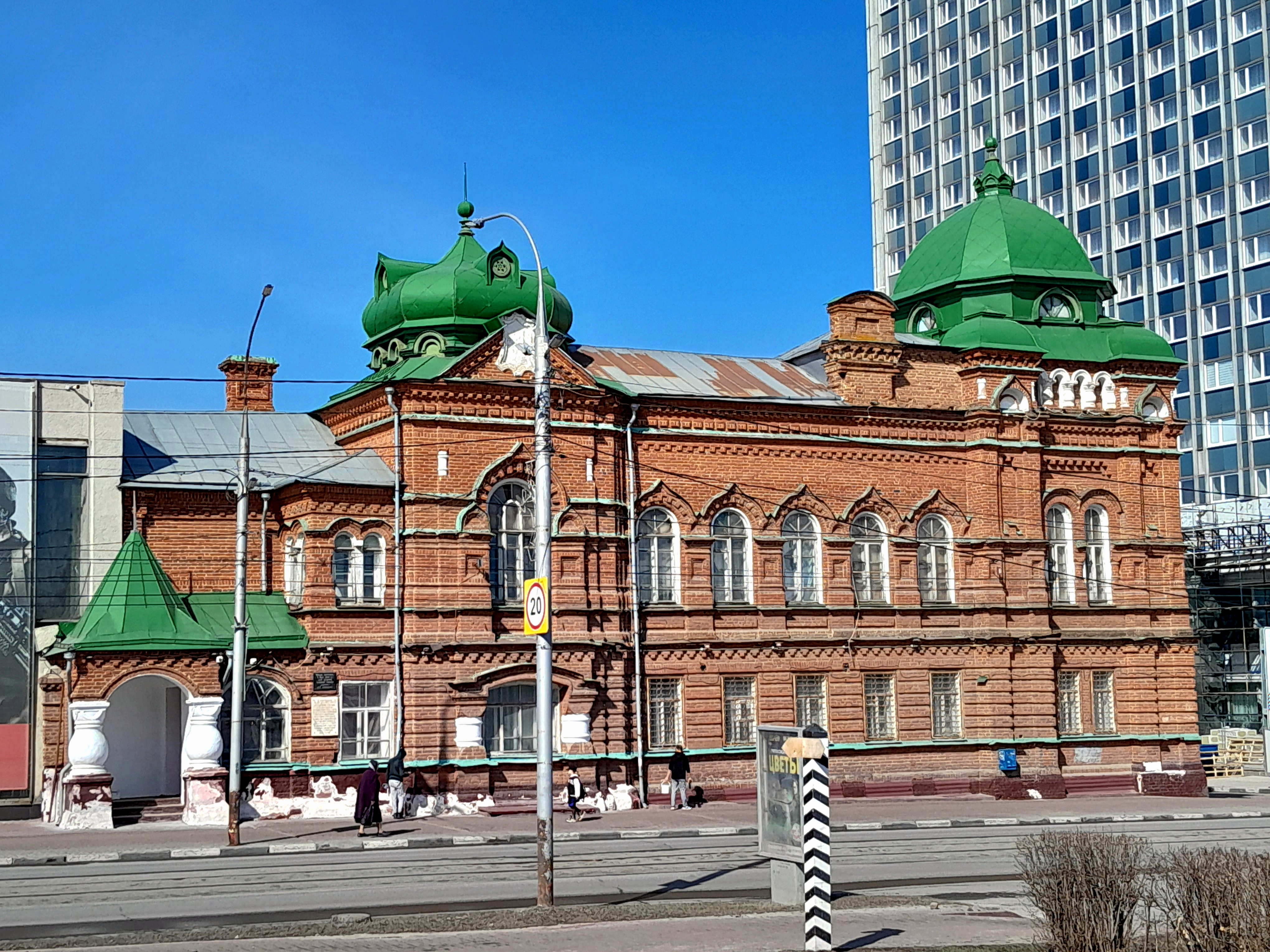
Дом офицеров.

- Ульяновский областной драматический театр им. И. А. Гончарова.
- Администрация Ленинского района, бывшая Гимназия Т. Н. Якубович (Спасская, 6).
- Здание пансиона Симбирской гимназии, в котором В. И. Ленин неоднократно бывал у своих товарищей-гимназистов в период учёбы в гимназии (ныне Управление образования администрации города Ульяновска)[42][43][44][45].
- Гостиница «Советская».
- Дом дворян Бычковых,  где с 1865 по 1869 года находилась резиденция Симбирских губернаторов.
- Здания бывшего Ульяновского танкового училища.
- Коммерческое училище (утрачено)[46][47][48]

## Памятники
- Памятник Н. М. Карамзину в одноимённом сквере.
- Памятник учительнице.
- Бюст Володи Ульянова (во дворе нового корпуса гимназии № 1).
- Памятник Александру Суворову (2021, скульптор Олег Клюев)[49].
- Памятник-бюст А. С. Пушкину (около дома Языковых, 2008 год, подарок городу от скульптора Зураба Церетели).

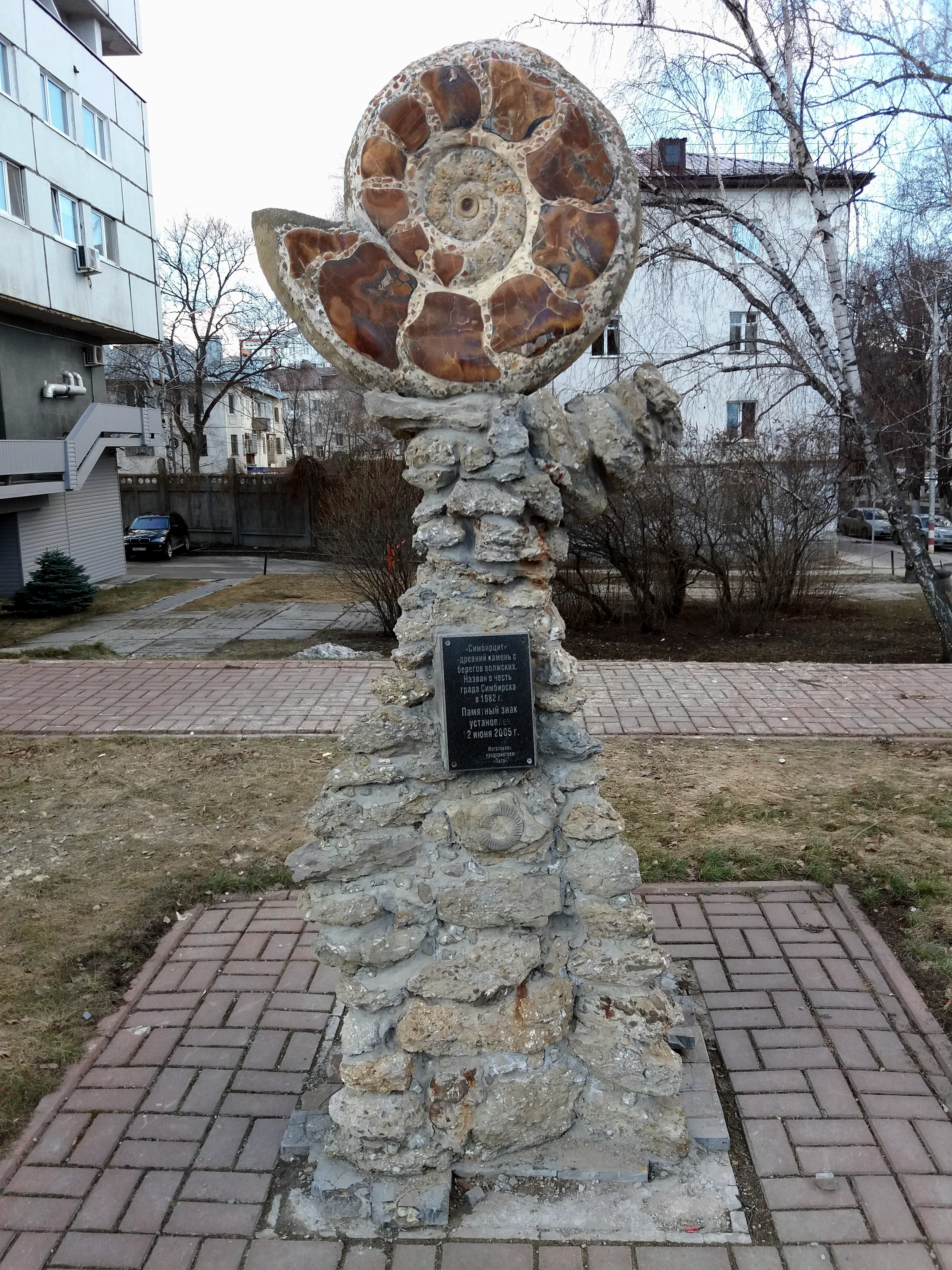
Памятный знак "Симбирцит".

- Стела с именами Героев УТУ.
- Памятный знак "Симбирцит".Памятный знак Симбирцит.

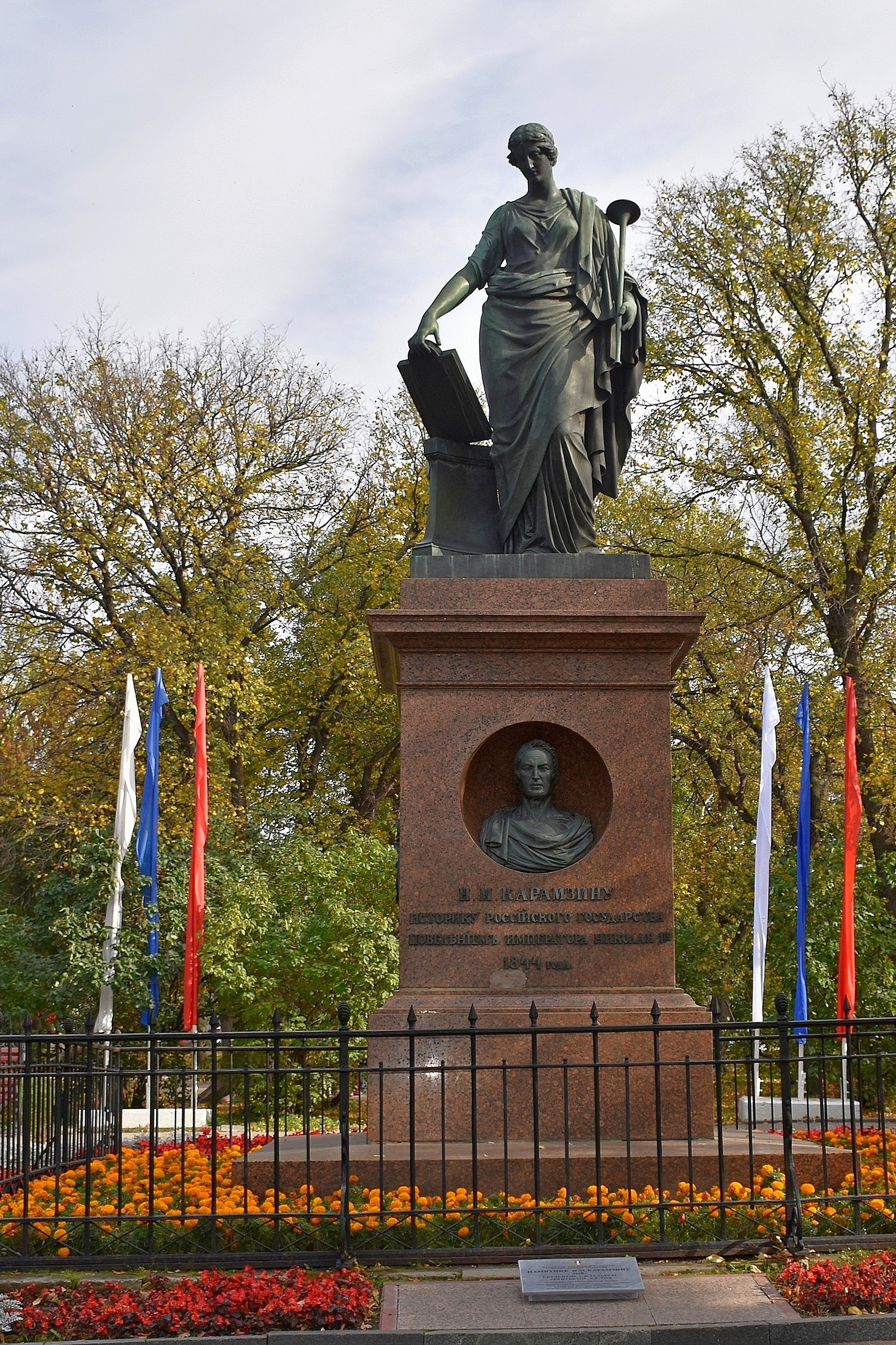
Памятник писателю Карамзину Н. М.
Памятник учительнице.
Памятник А. С. Пушкину. Скульптор З. Церетели. 12 июня 2005, г.
Стела с именами Героев УТУ.
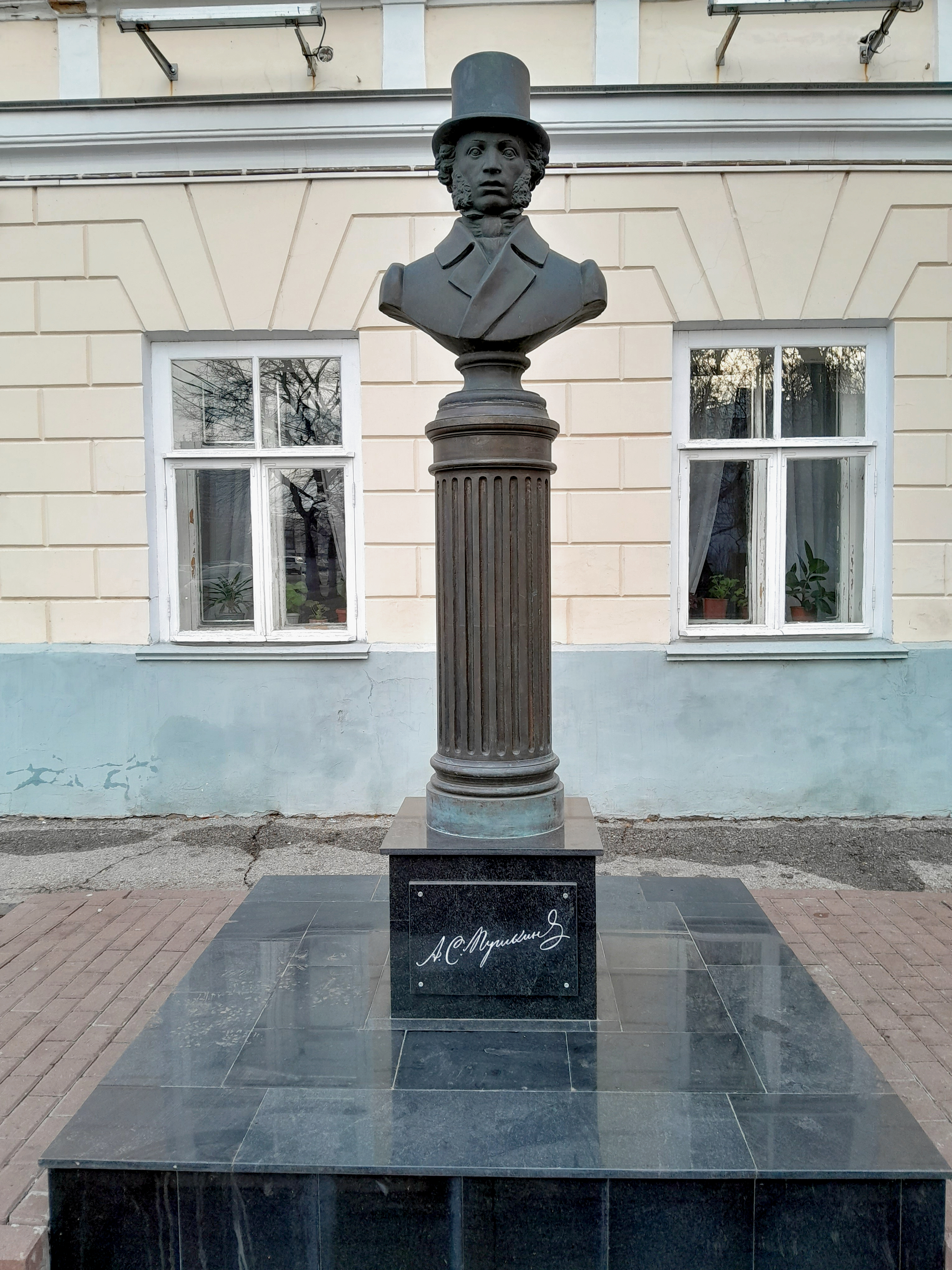
Памятник Пушкину (2024).
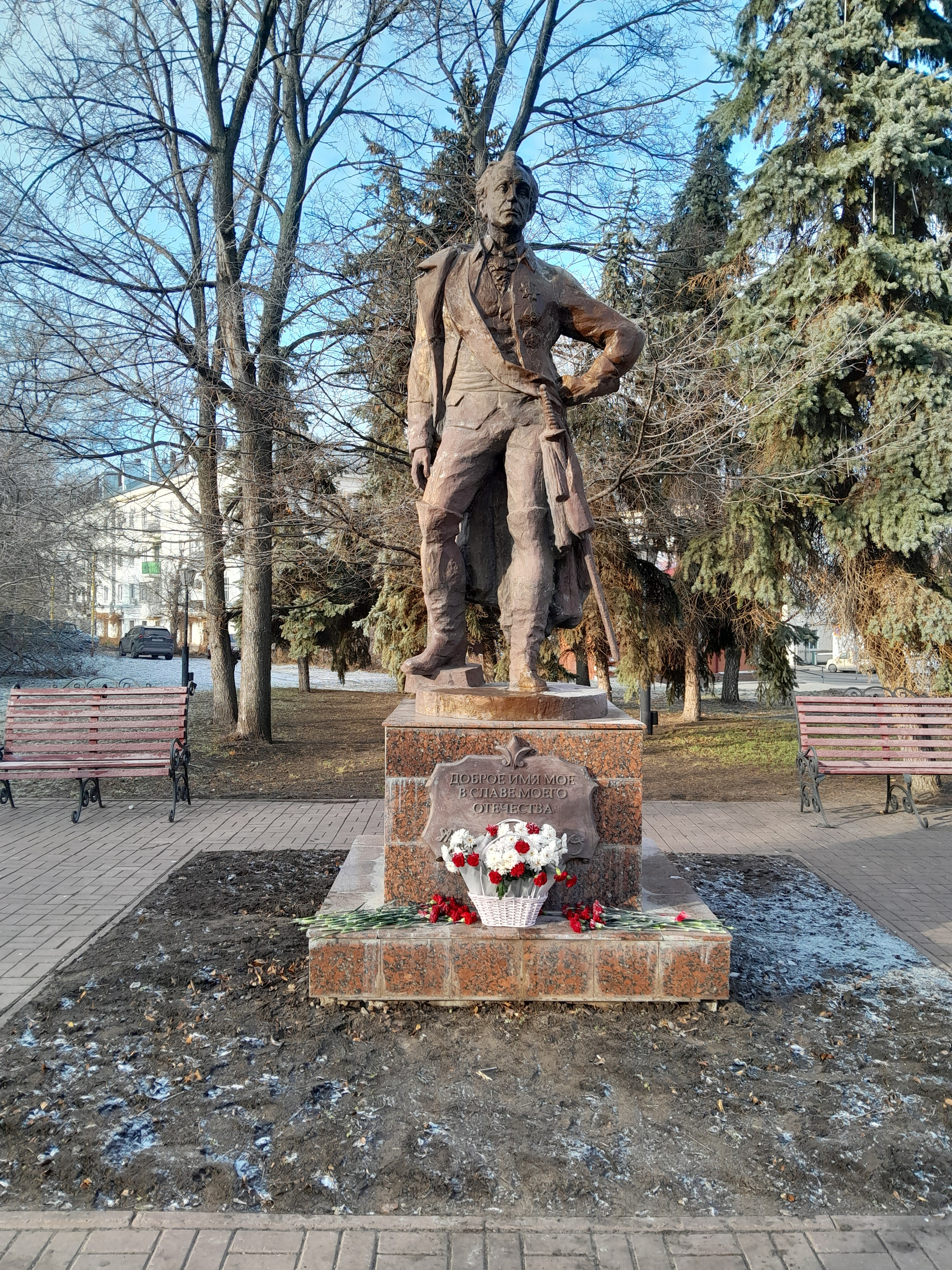
Памятник Александру Суворову.

## Примыкают улицы
- Улица Дмитрия Ульянова.
- Площадь Ленина, бывшая Площадь 100-летия со дня рождения В. И. Ленина.
- Улица Гимова.
- Улица Карла Маркса (Дворцовая ул.)
- Улица Ленина
- Улица Радищева
- Бульвар Новый Венец
- Переулок Карамзина
- Краснознамённый переулок
- Улица Кузнецова.

## Галерея

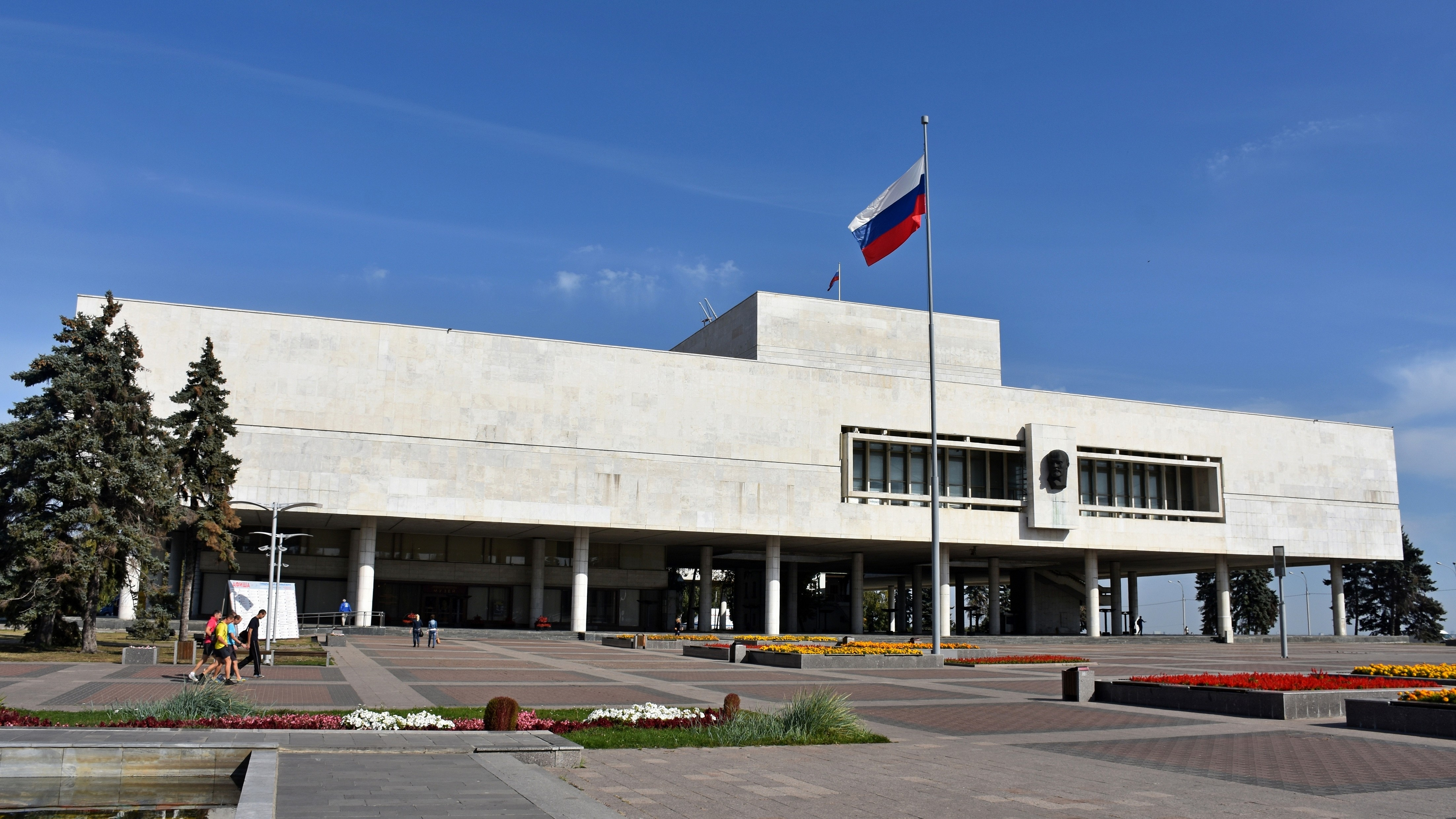
Ленинский мемориал
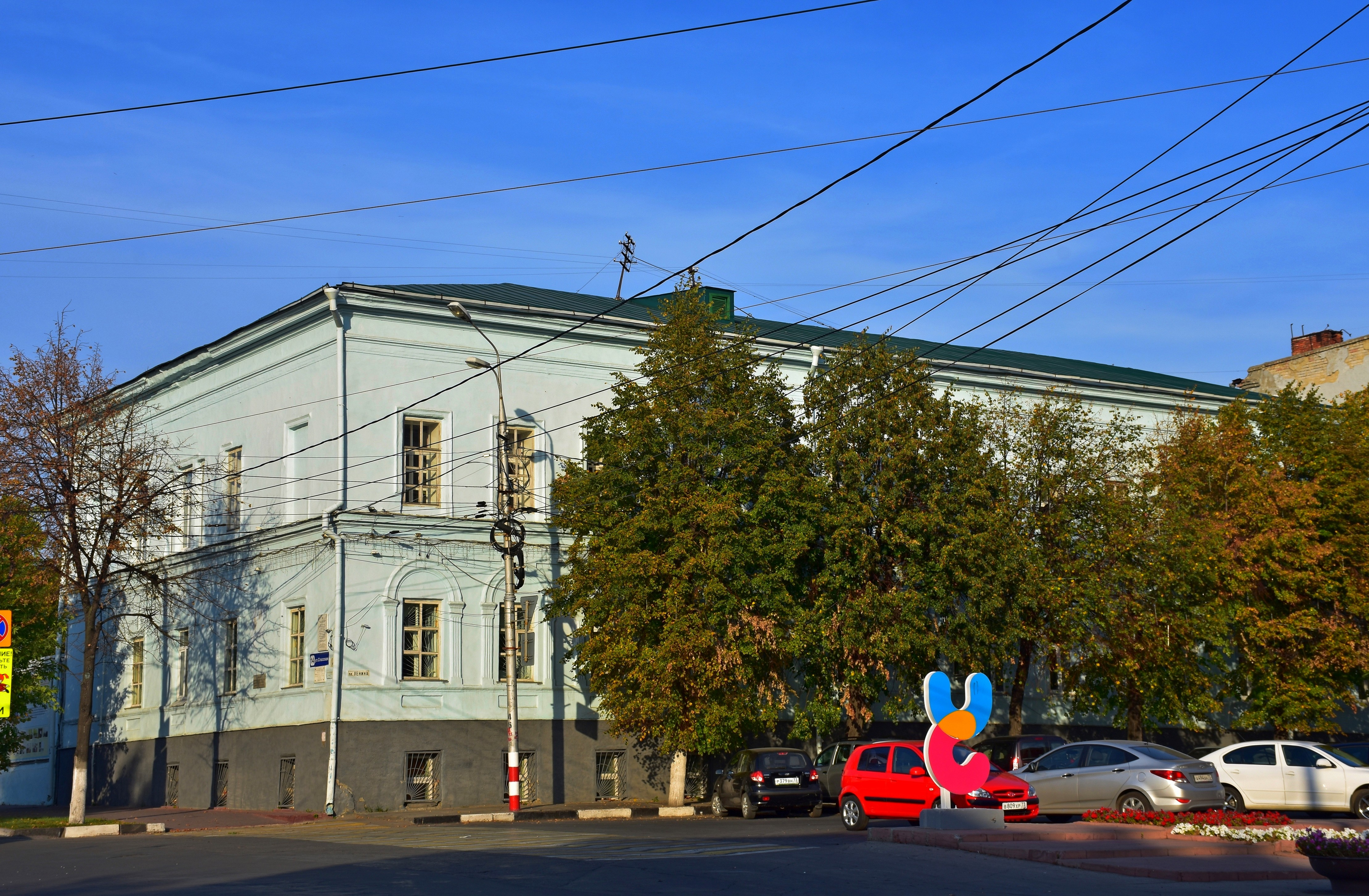
Здание пансиона Симбирской мужской классической гимназии.
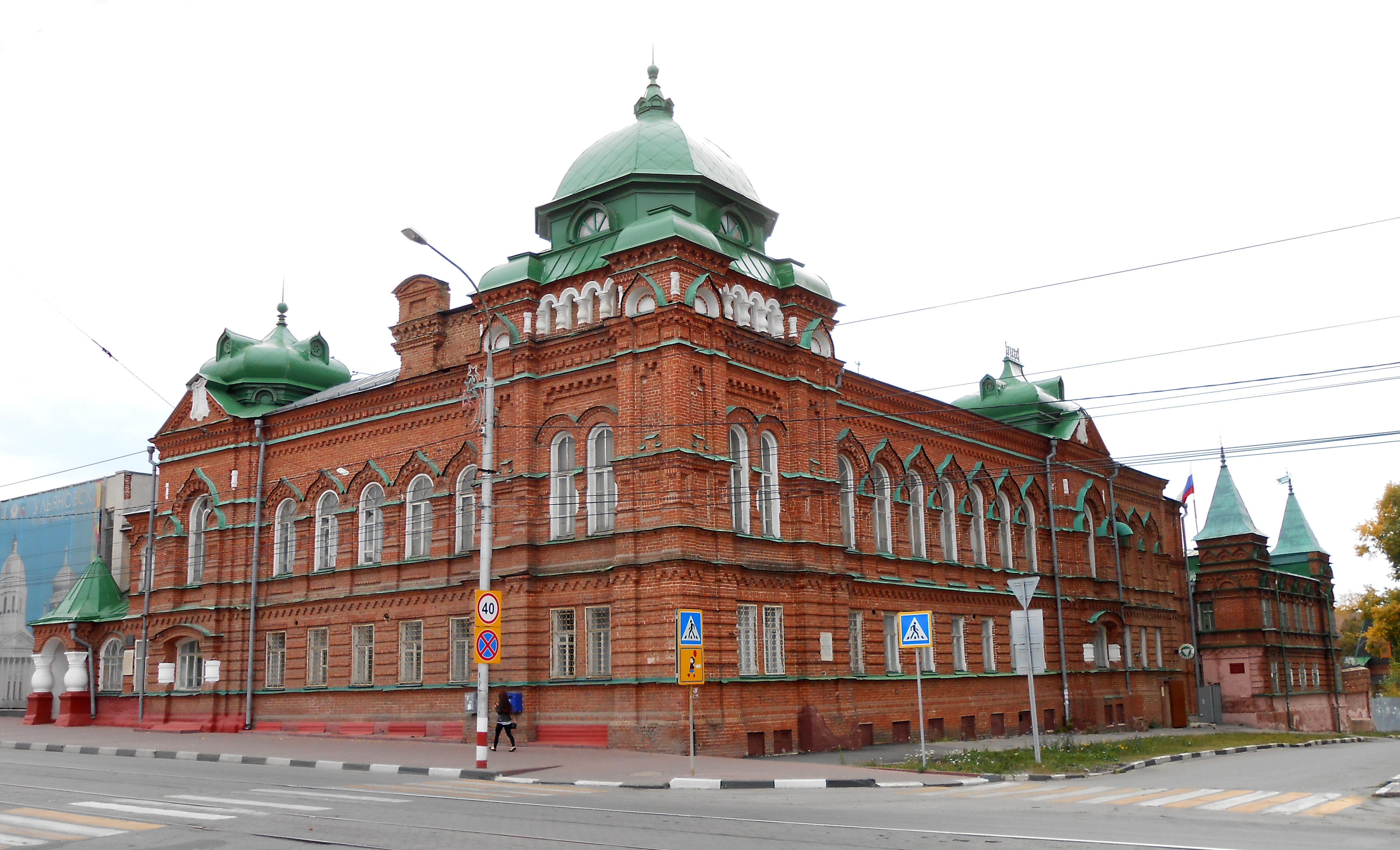
Дом офицеров
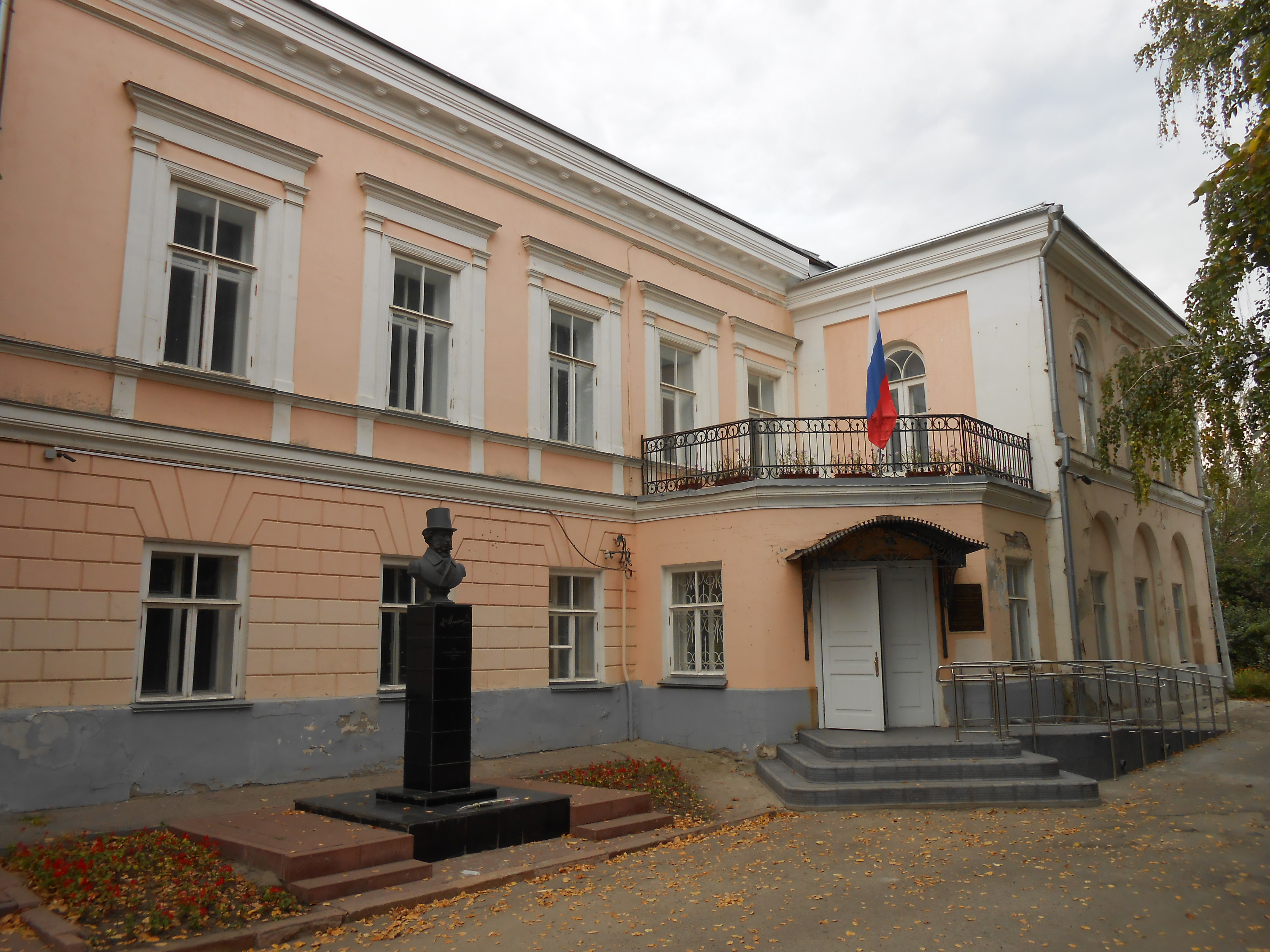
Литературный музей "Дом Языковых"
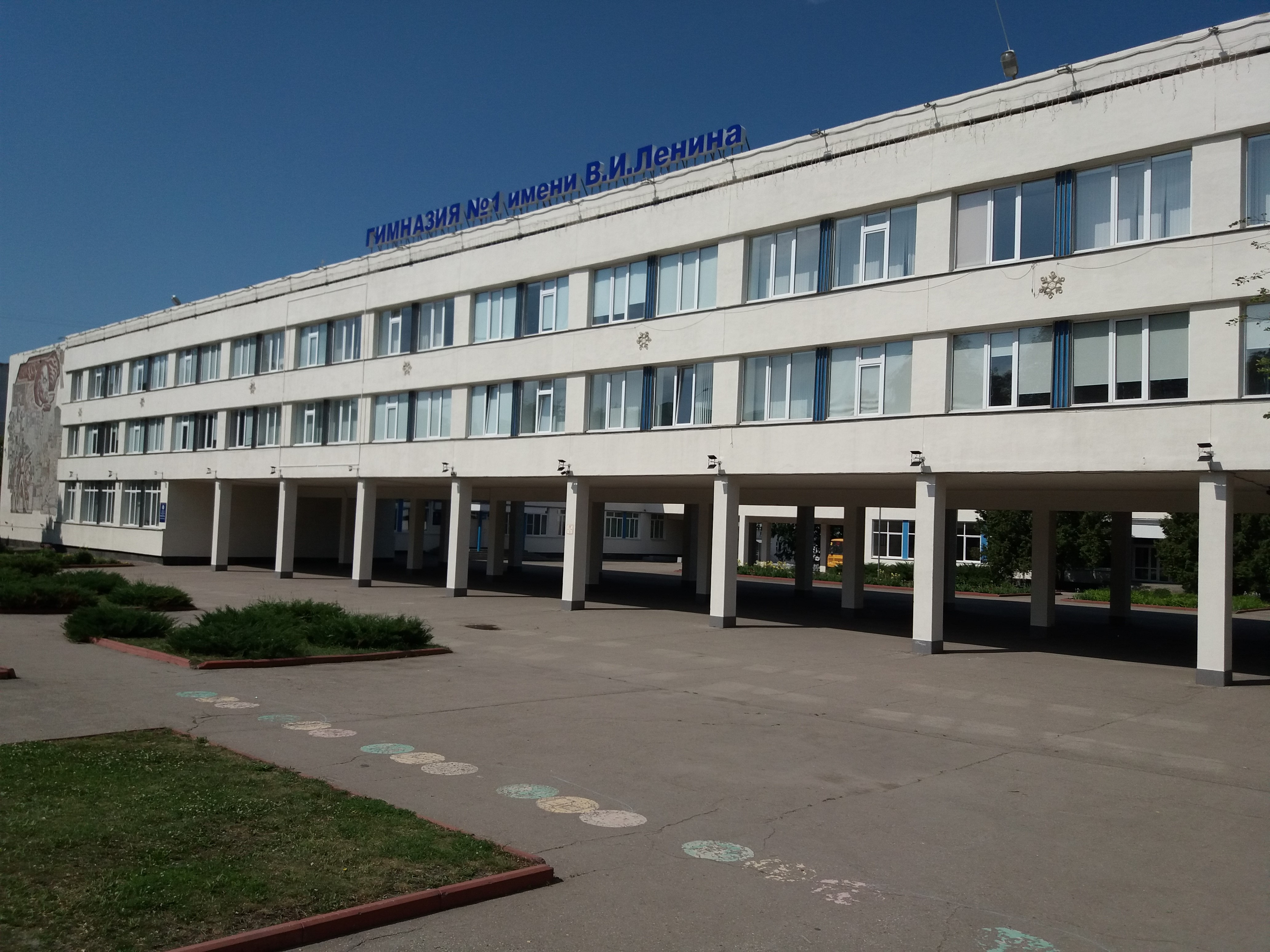
Гимназия № 1 им. В. И. Ленина.
Ульяновский драмтеатр.
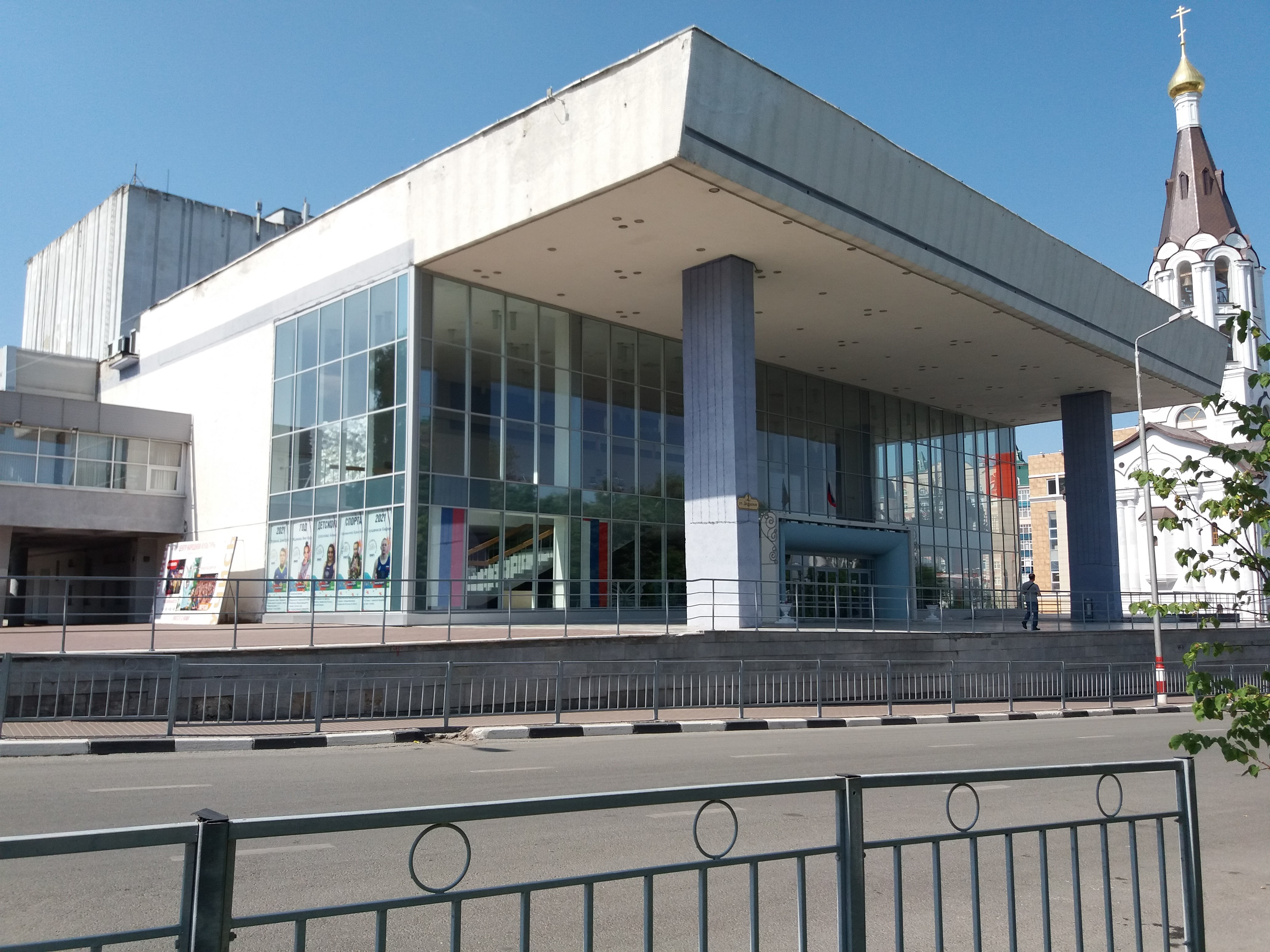
Дворец культуры «Губернаторский».
Мемориальная доска на здании Литературного музея.
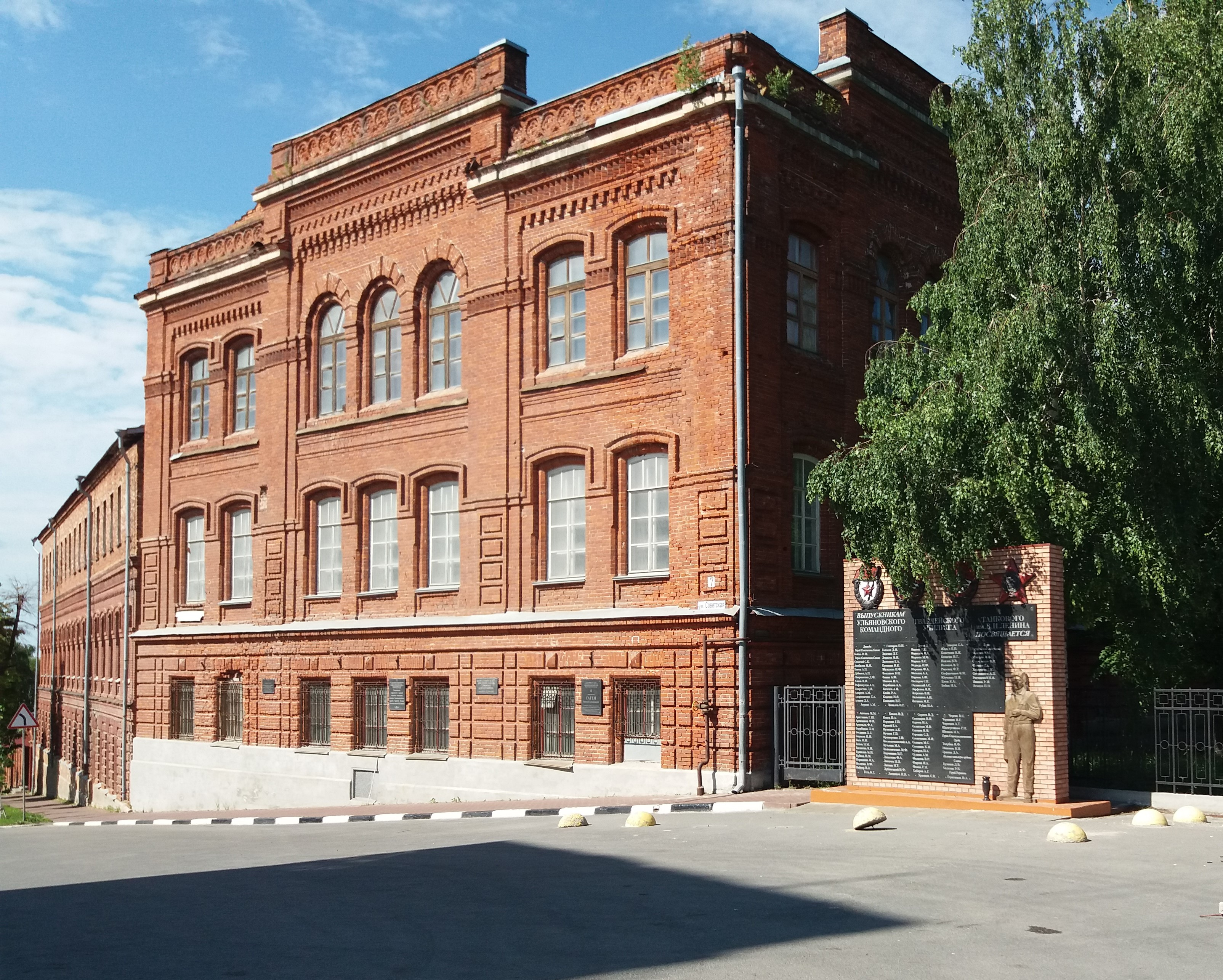
Здание УТУ.
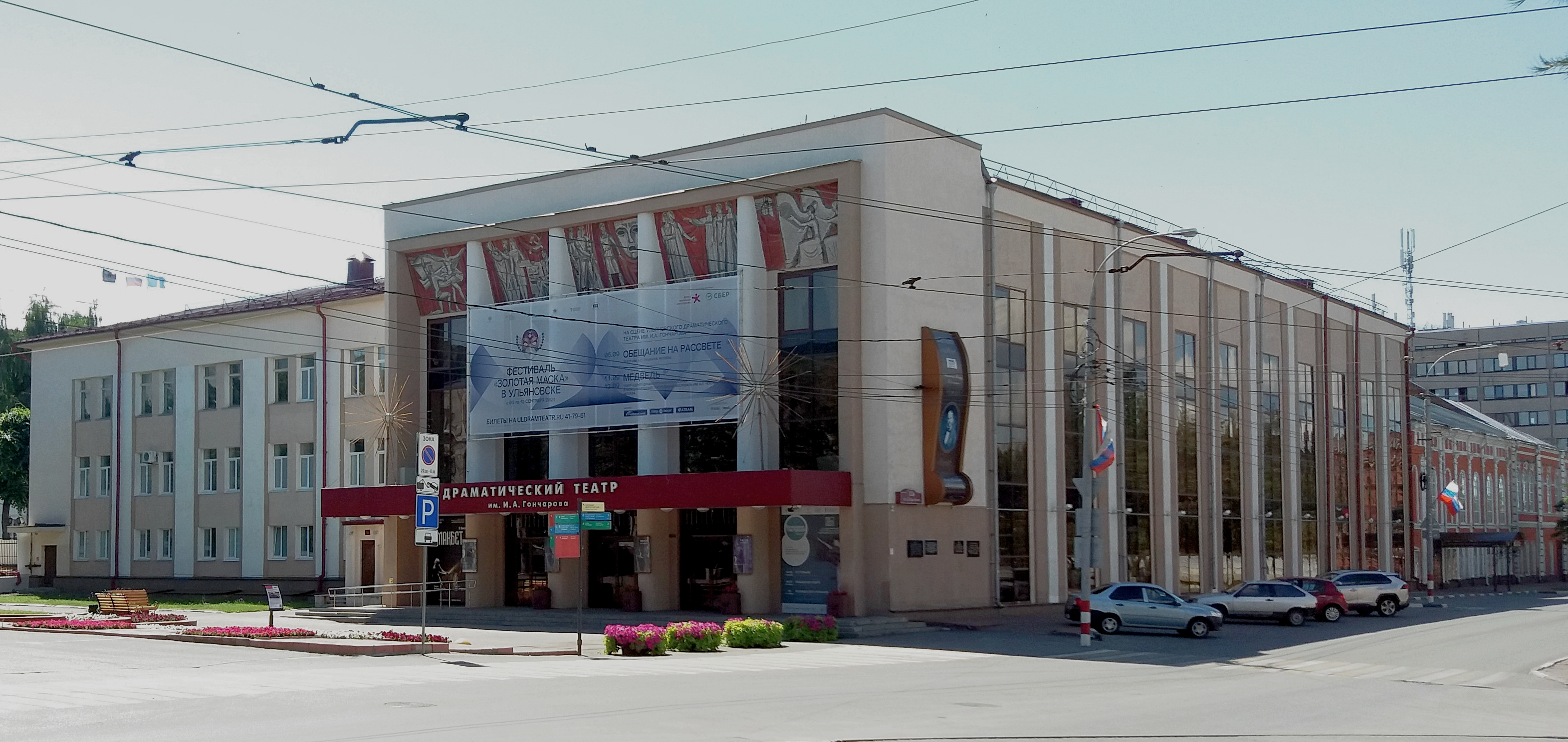
Ульяновский драмтеатр.
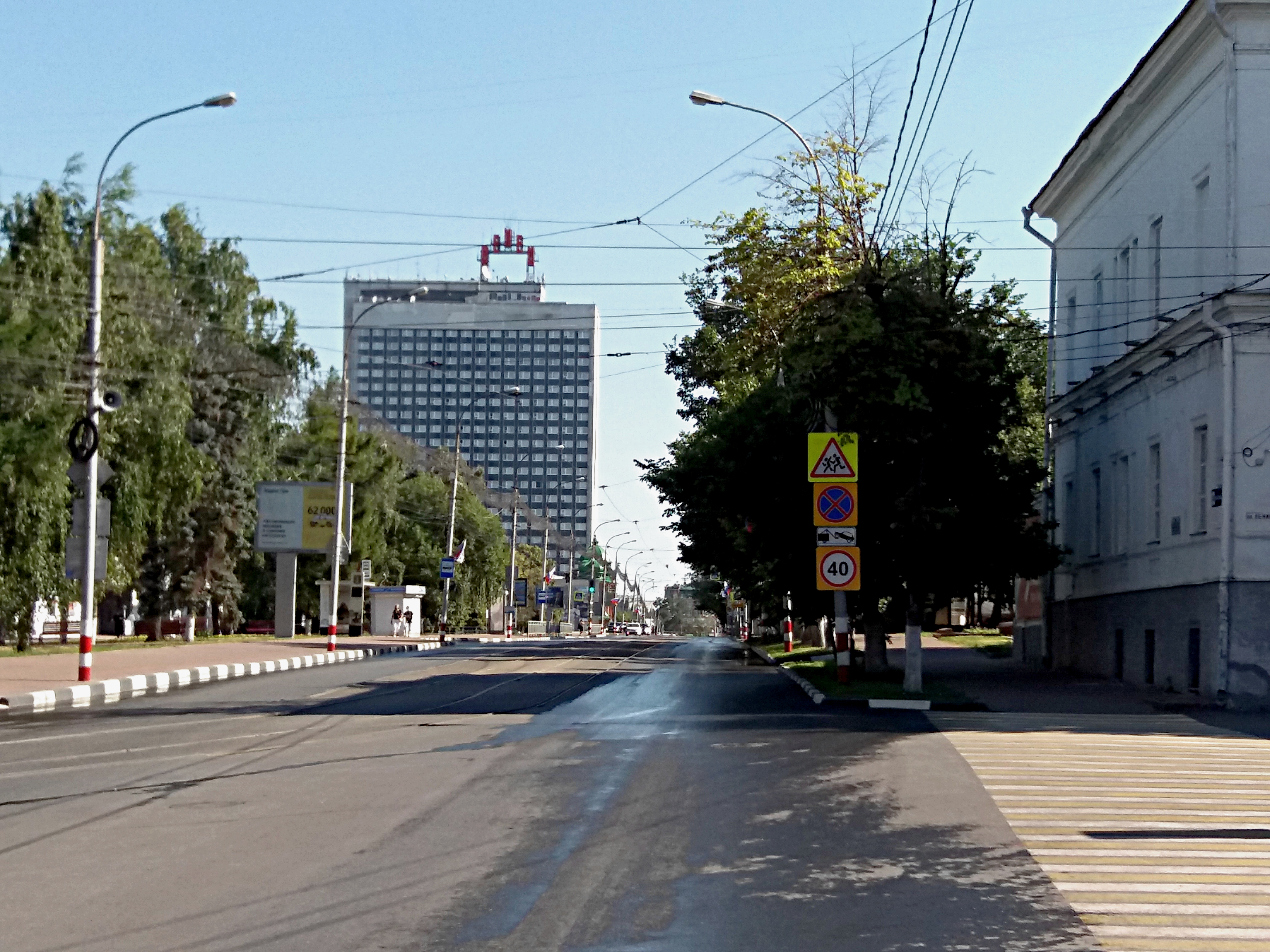
Вид на Спасскую улицу.
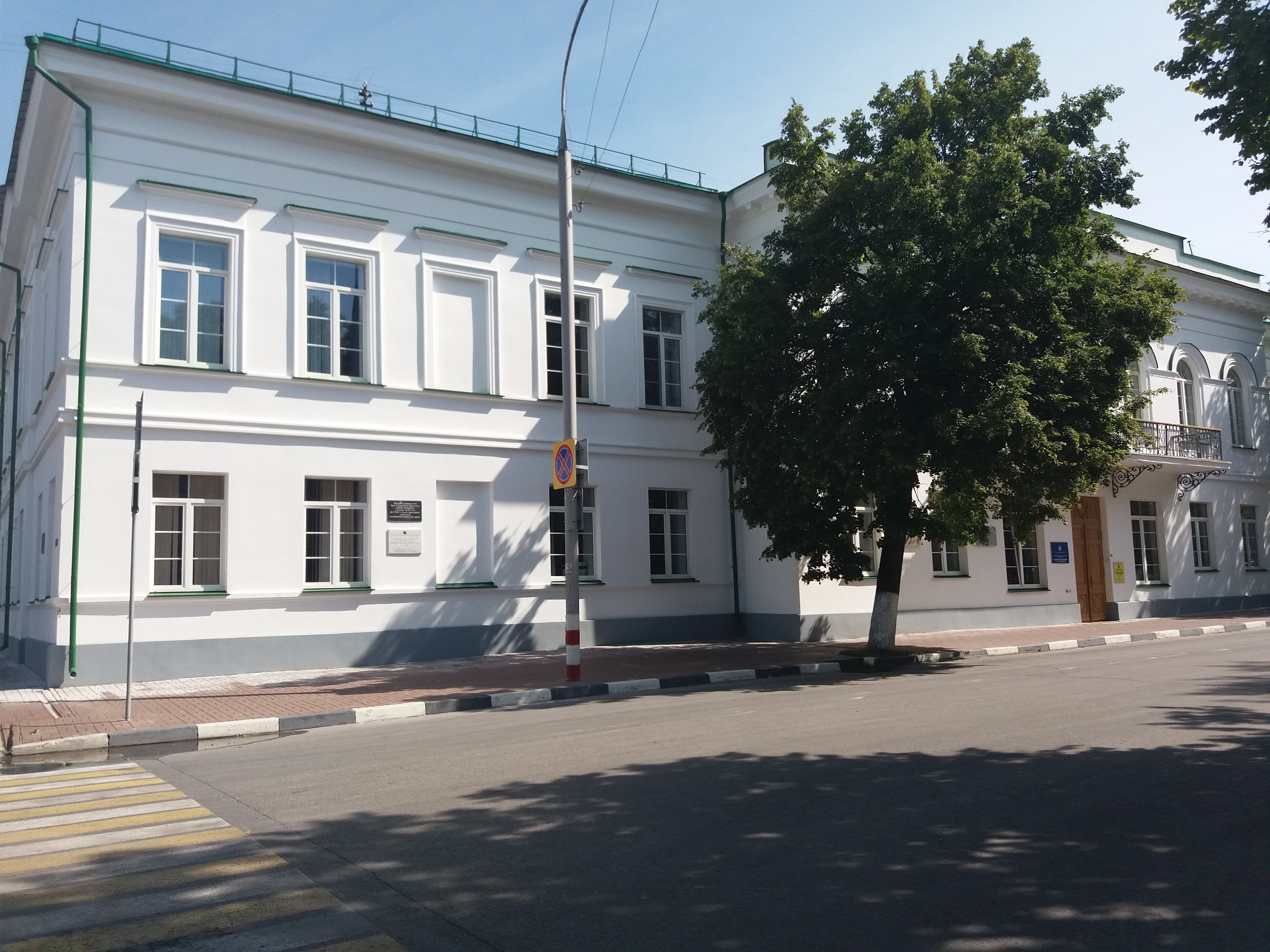
Бывшее здание гимназии (подготовительные классы), ныне Ульяновское музыкальное училище.
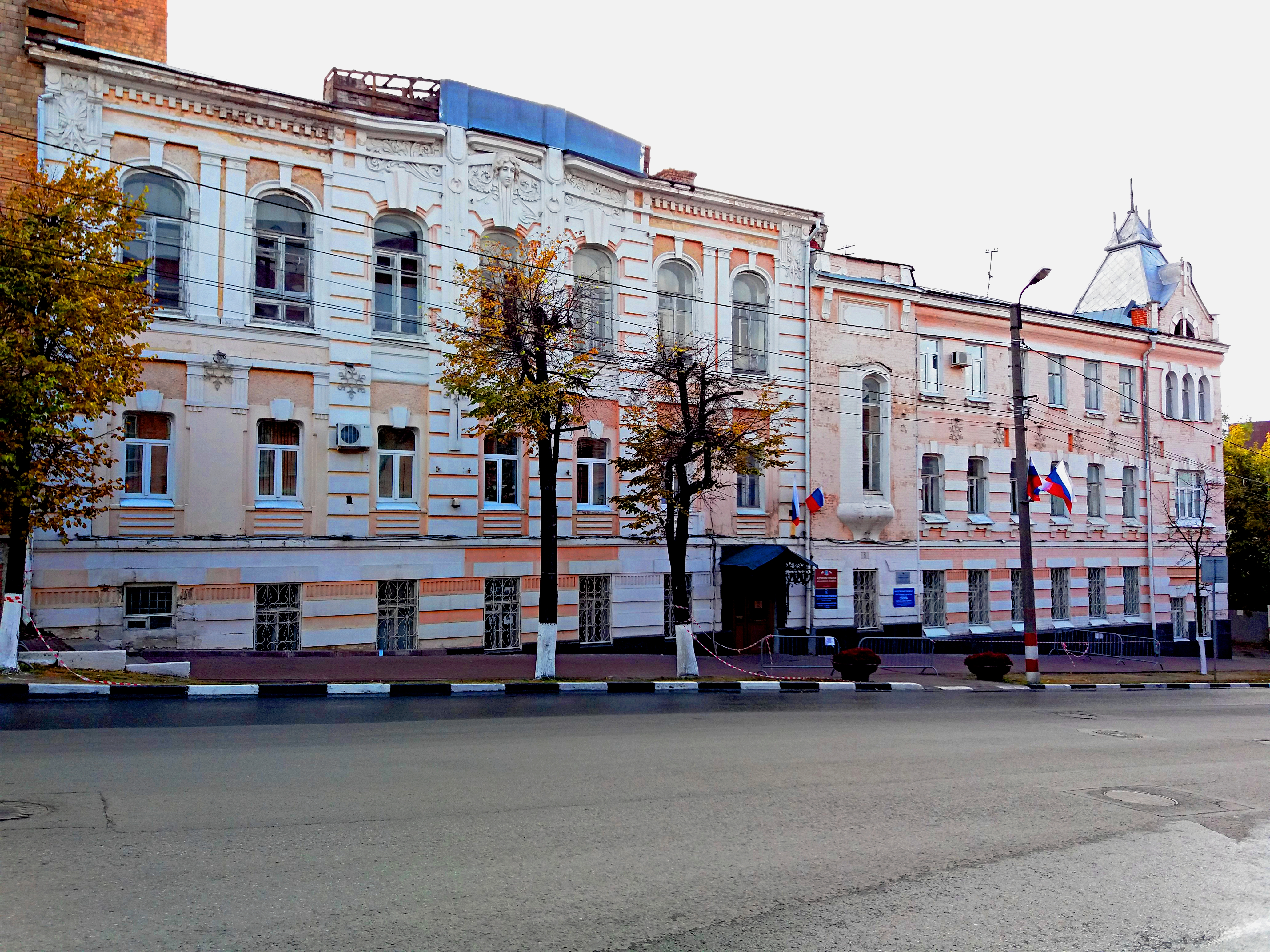
Здание администрации района, бывшая "Гимназия Якубович".
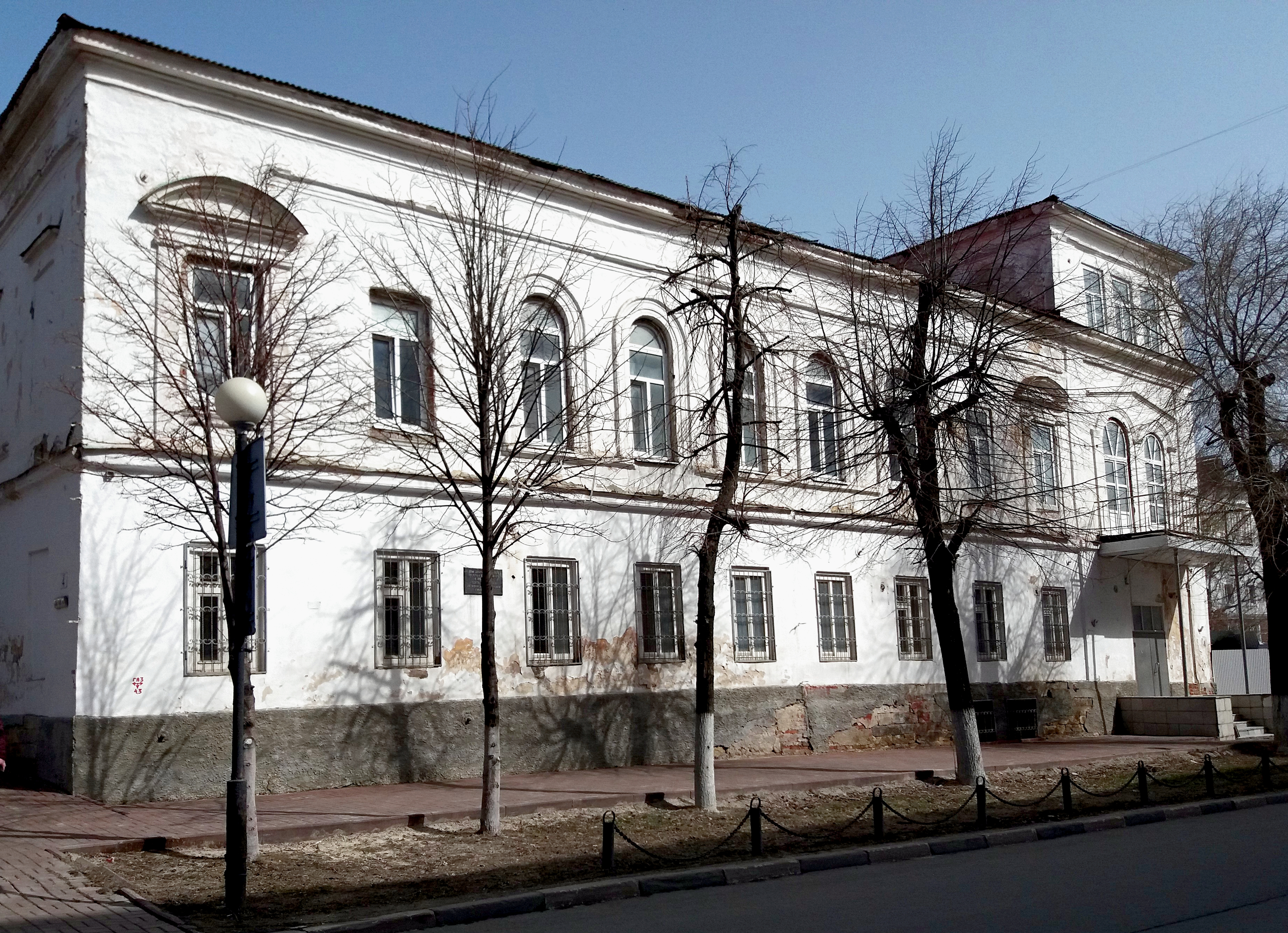
Дом дворян Бычковых,  где с 1865 по 1869 года находилась резиденция Симбирских губернаторов.
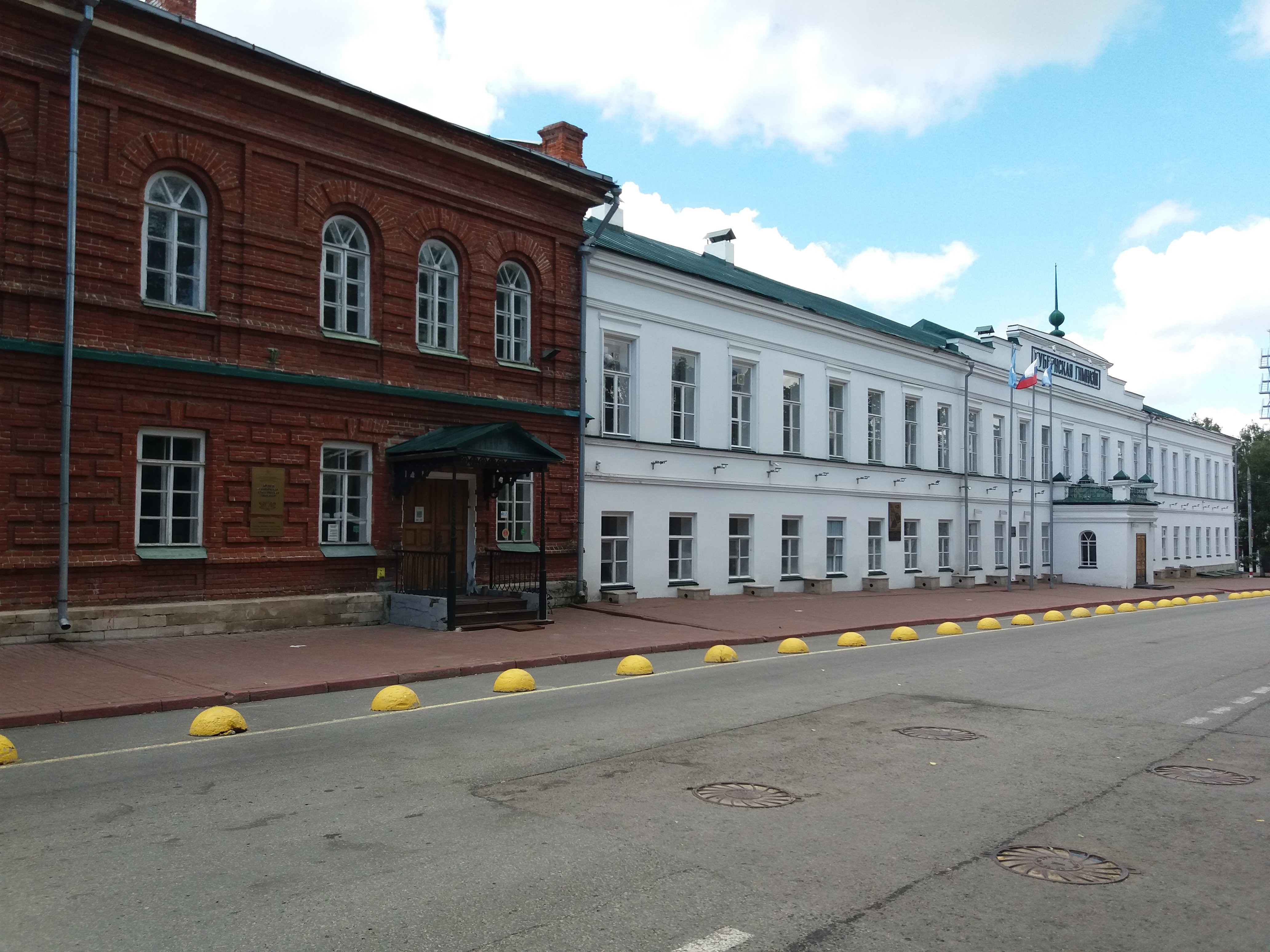
Здание Гимназии № 1 для учащихся 1-3-х классов.
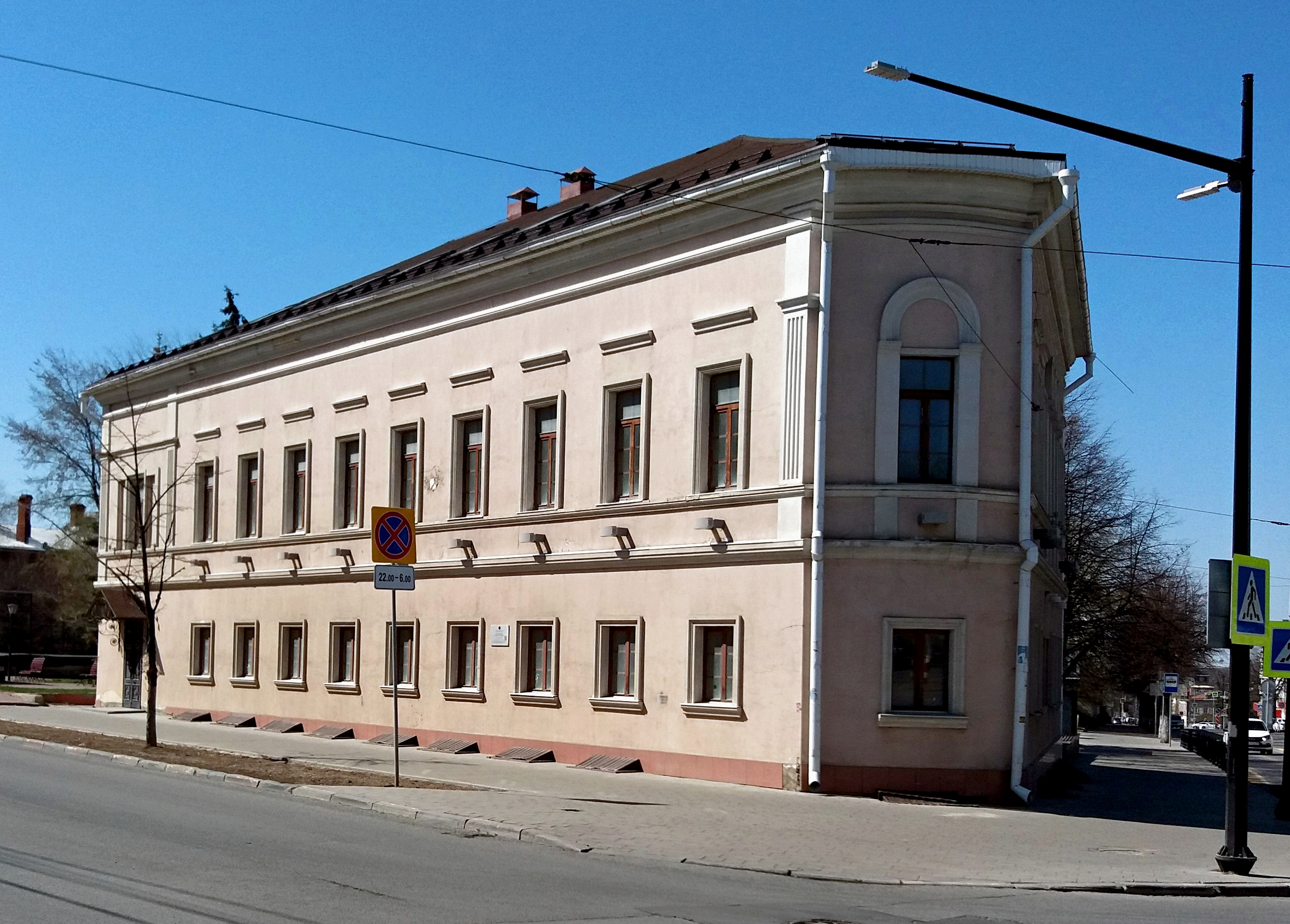
Здание культпросветучилища.
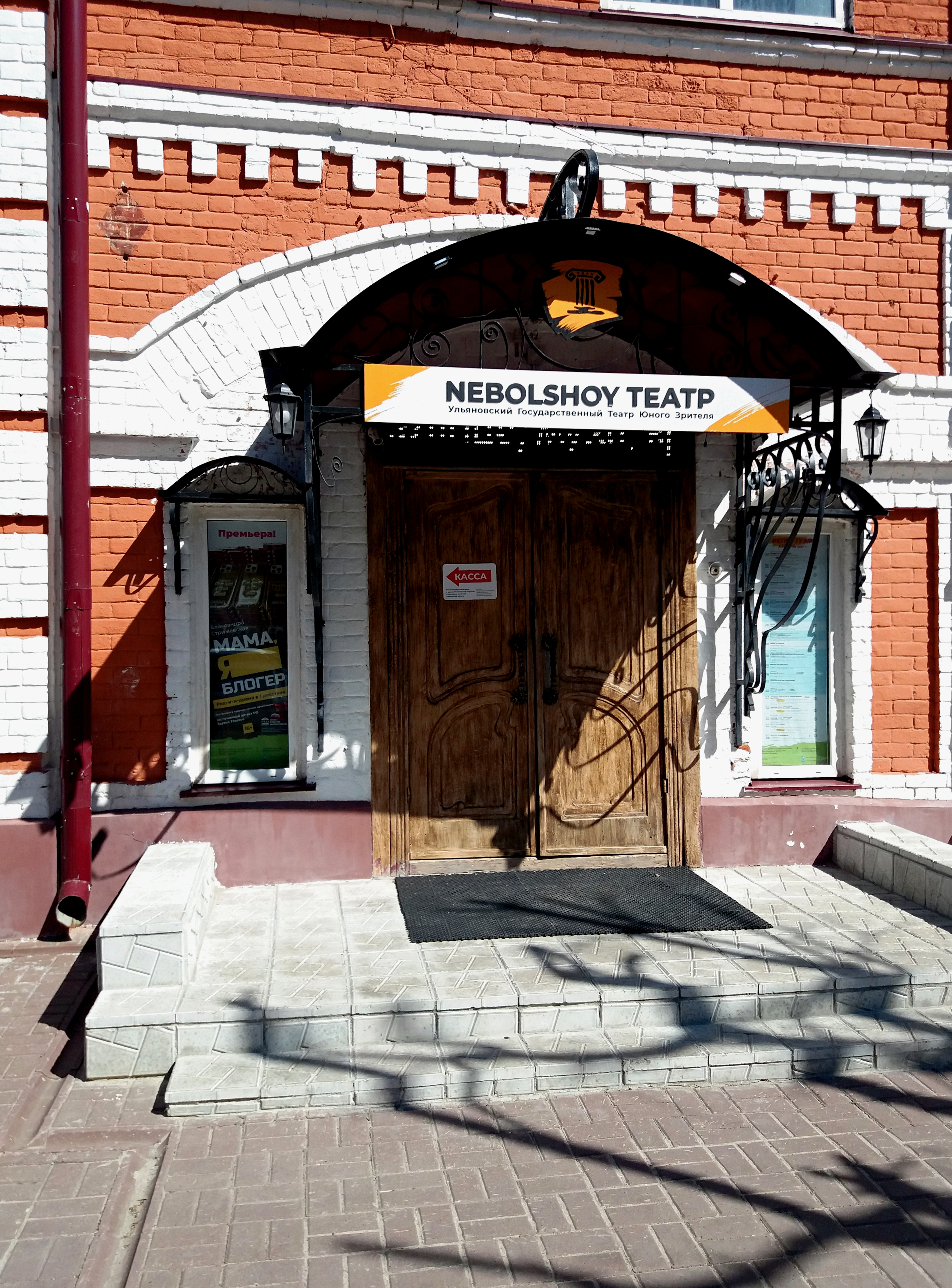
Ульяновский Театр юного зрителя — «NEBOLSHOY ТЕАТР».
Гостиница «Венец» и бассейн-мозаика «Морское дно».

## Улица на старых фото

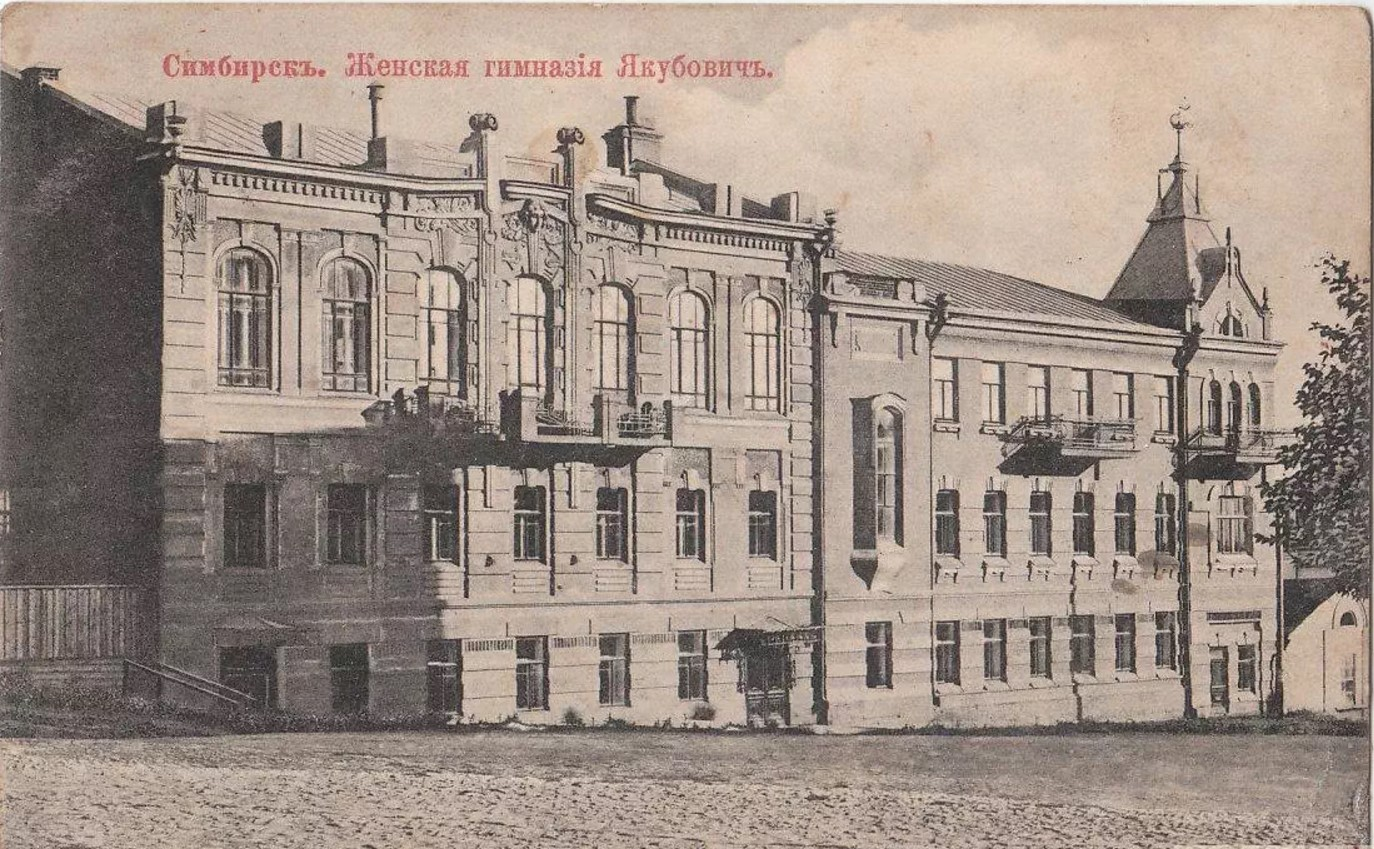
Гимназия Якубович.
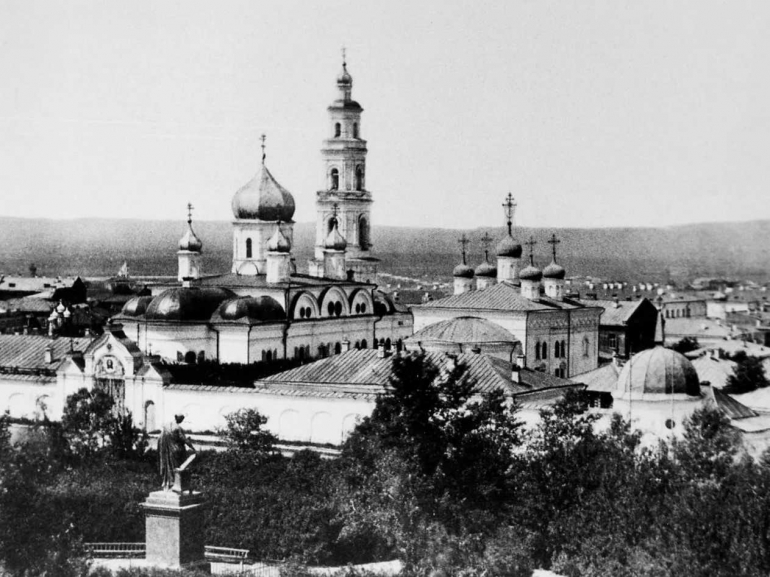
Спасский монастырь.
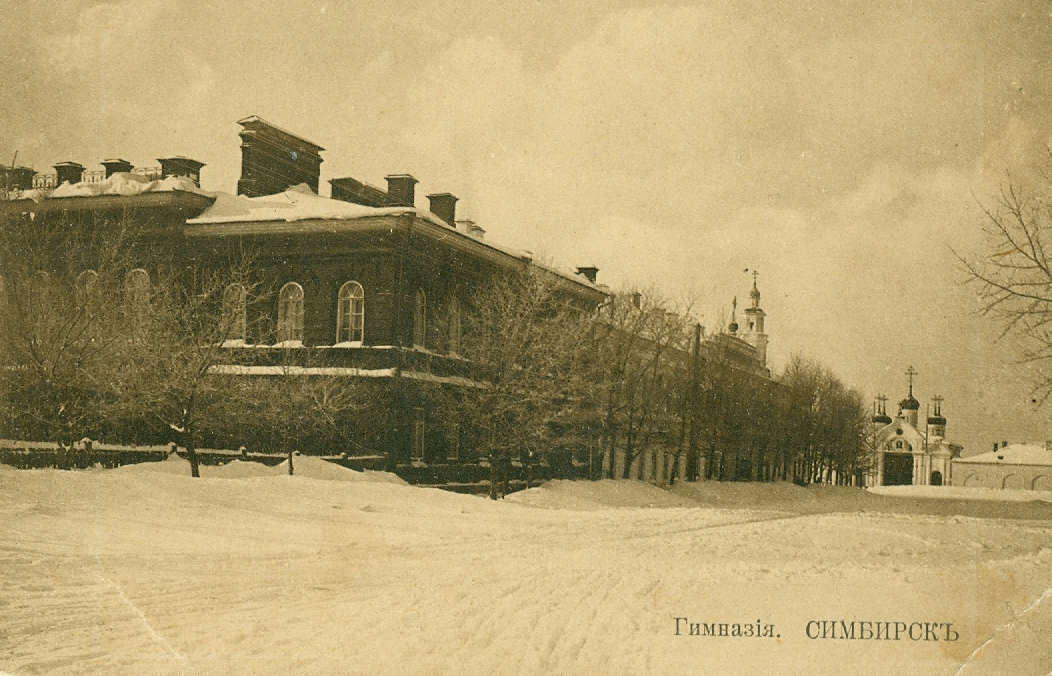
Симбирская гимназия.
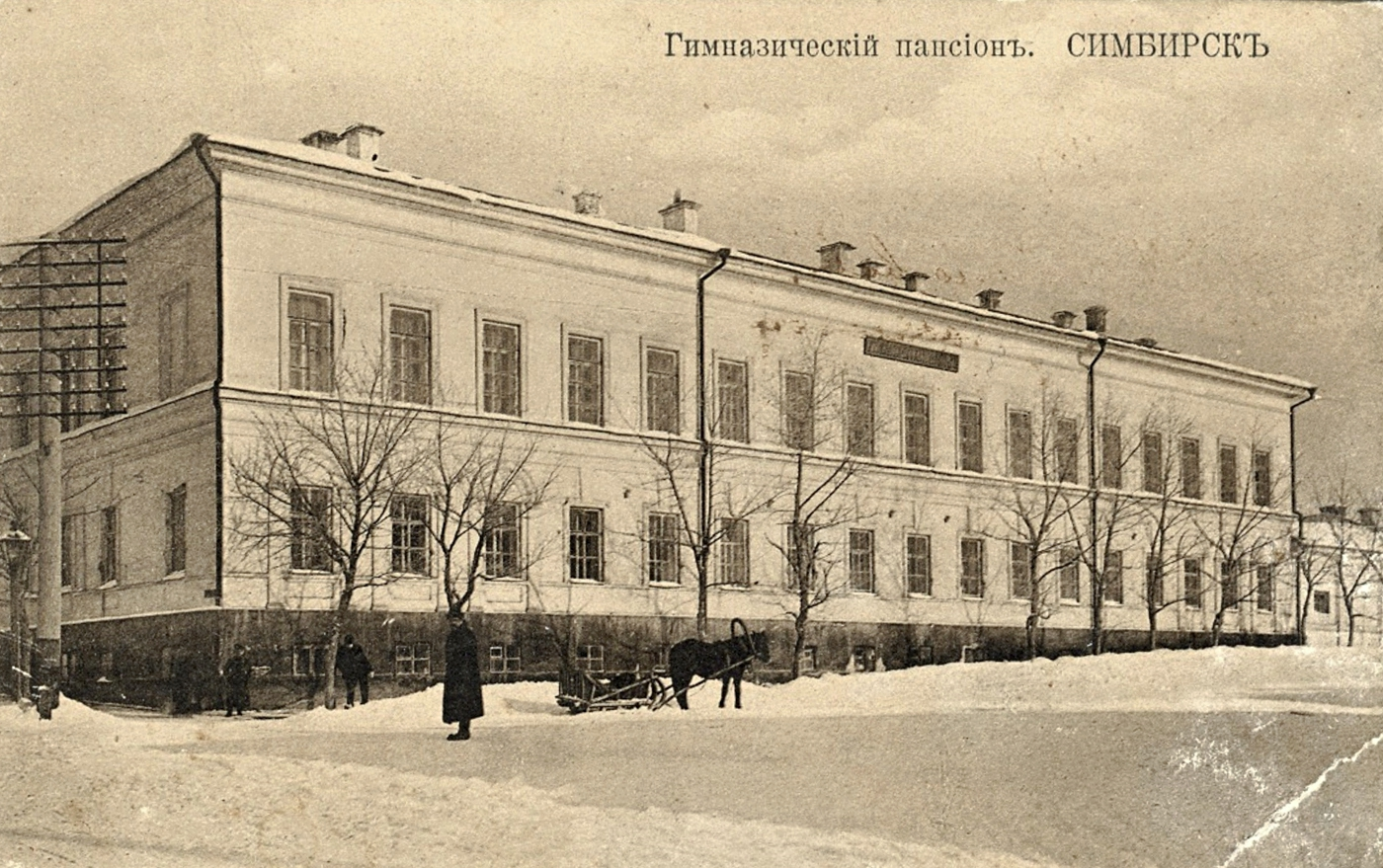
Пансион Симбирской гимназии.
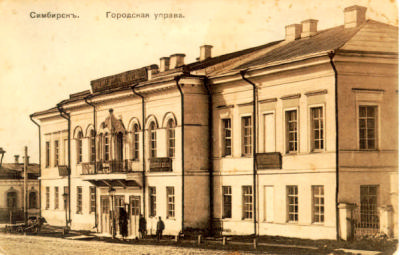
Бывшее здание Городской управы Симбирска.
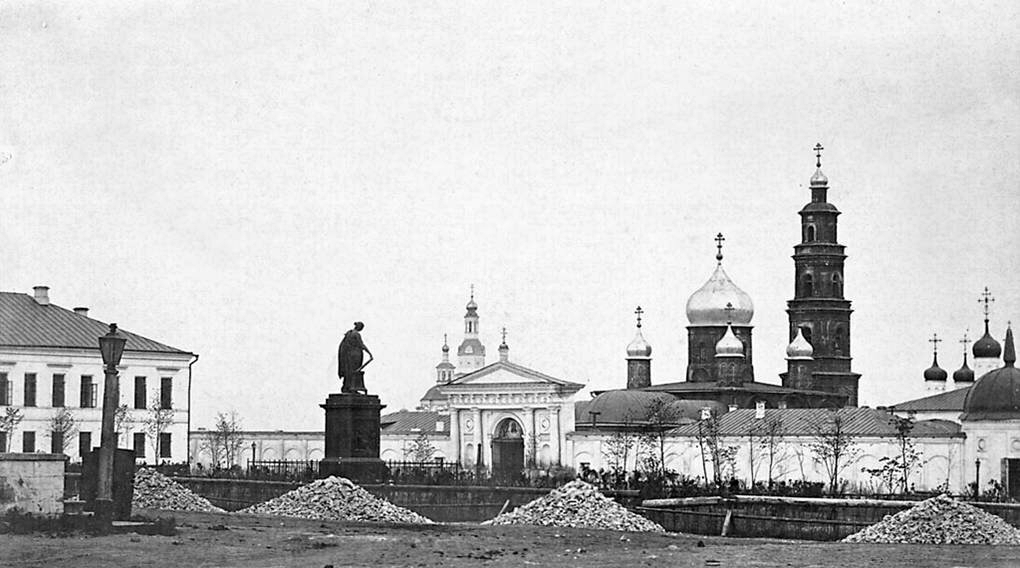
Памятник Карамзину, Карамзинский сквер и Спасский женский монастырь.
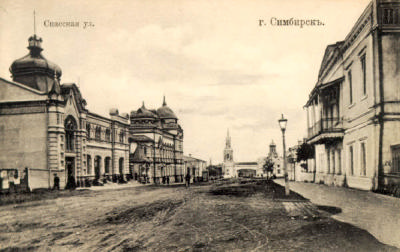
Спасская улица, 1917.
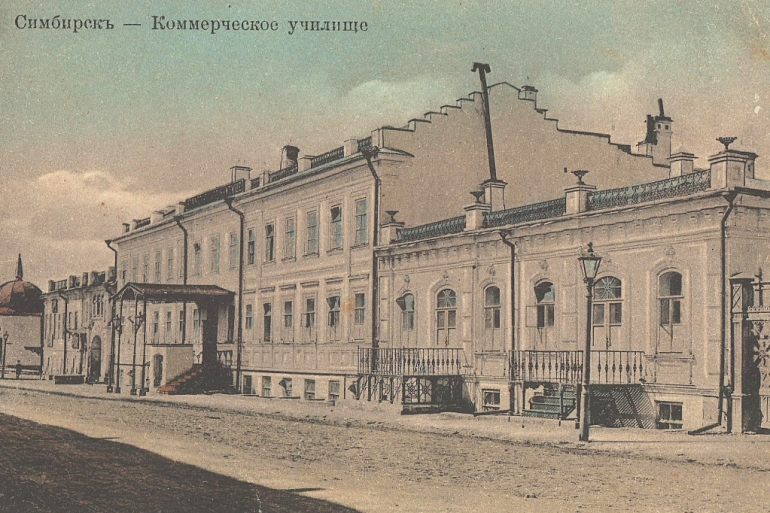
Симбирское коммерческое училище.
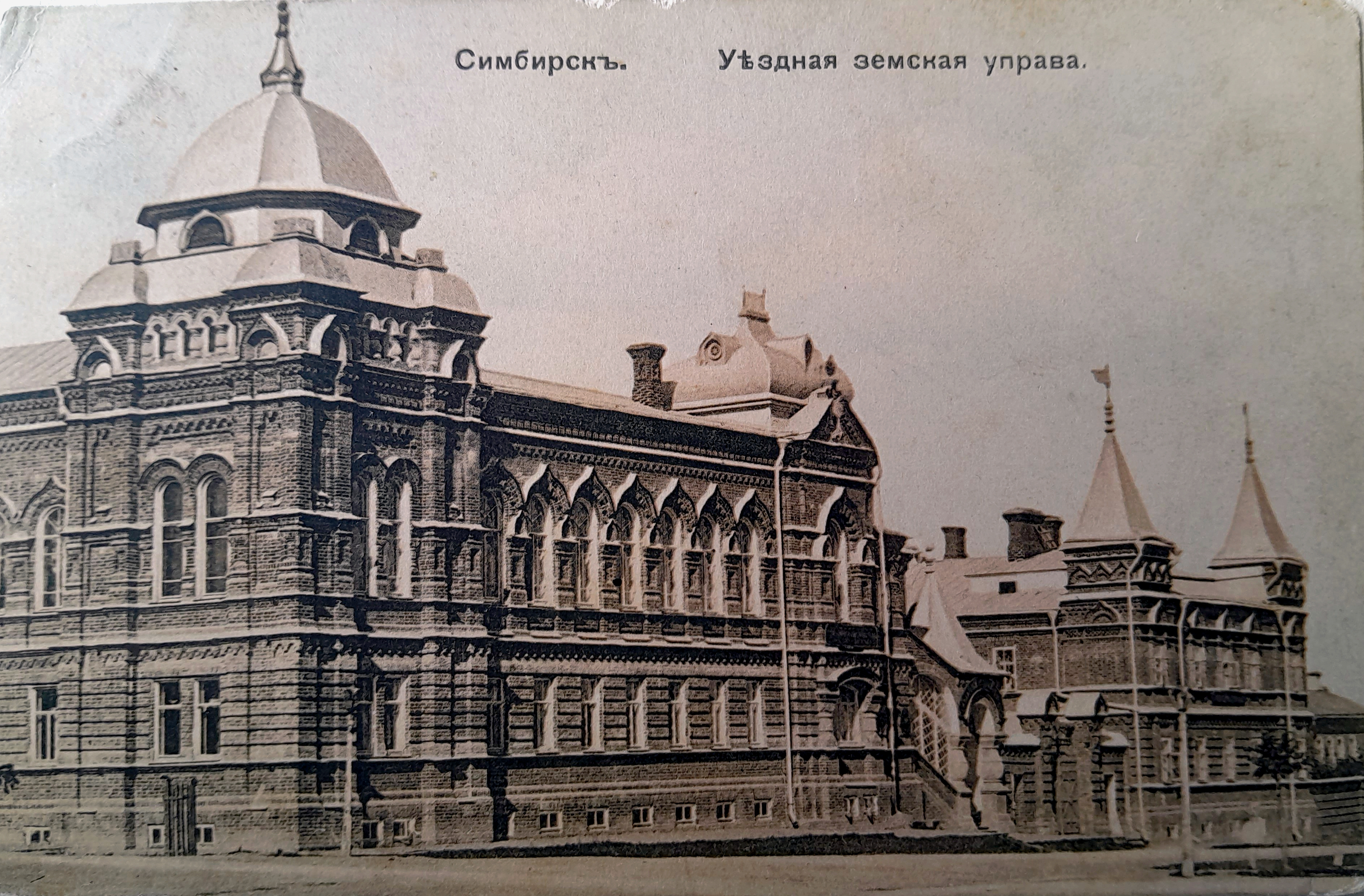
Дом уездного земства.
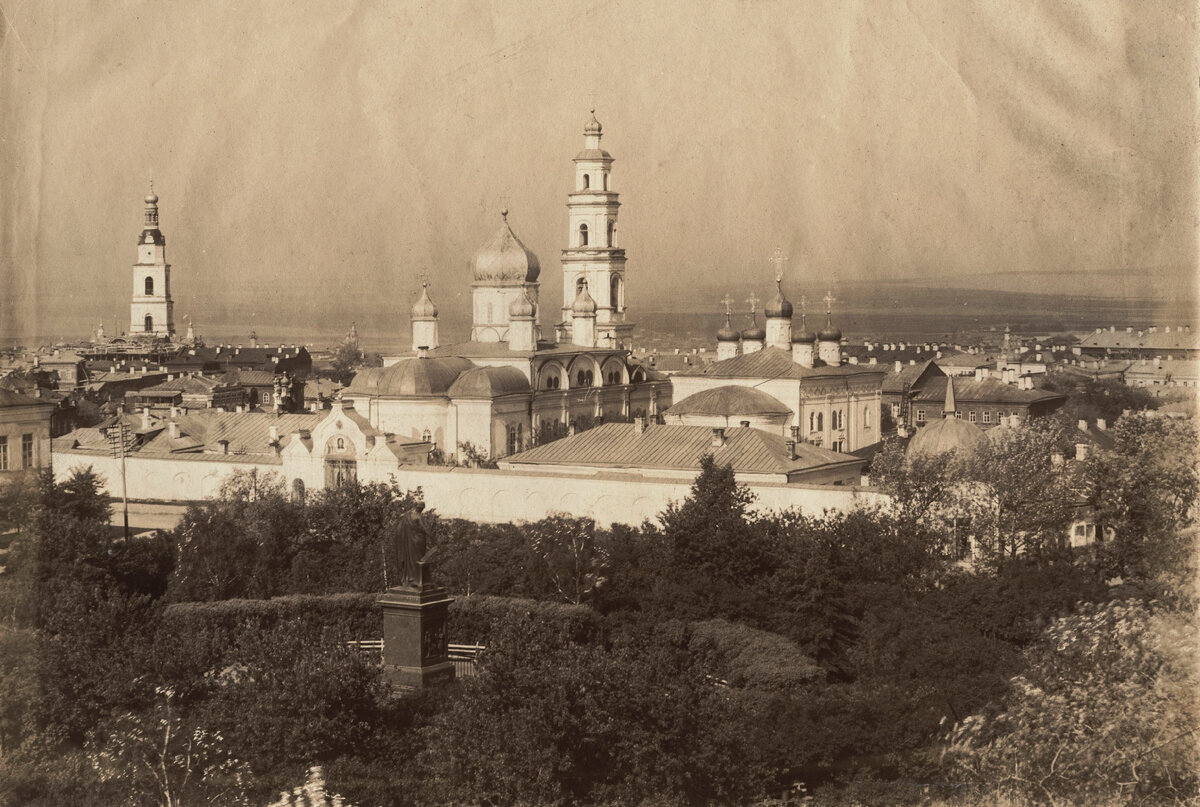
Спасский монастырь.
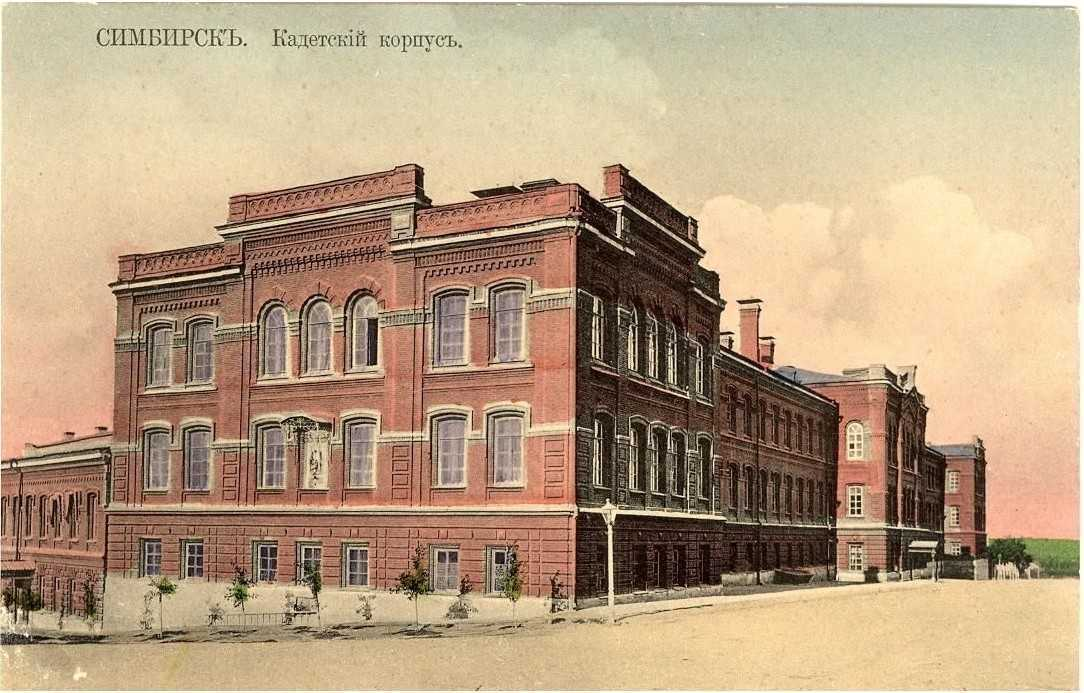
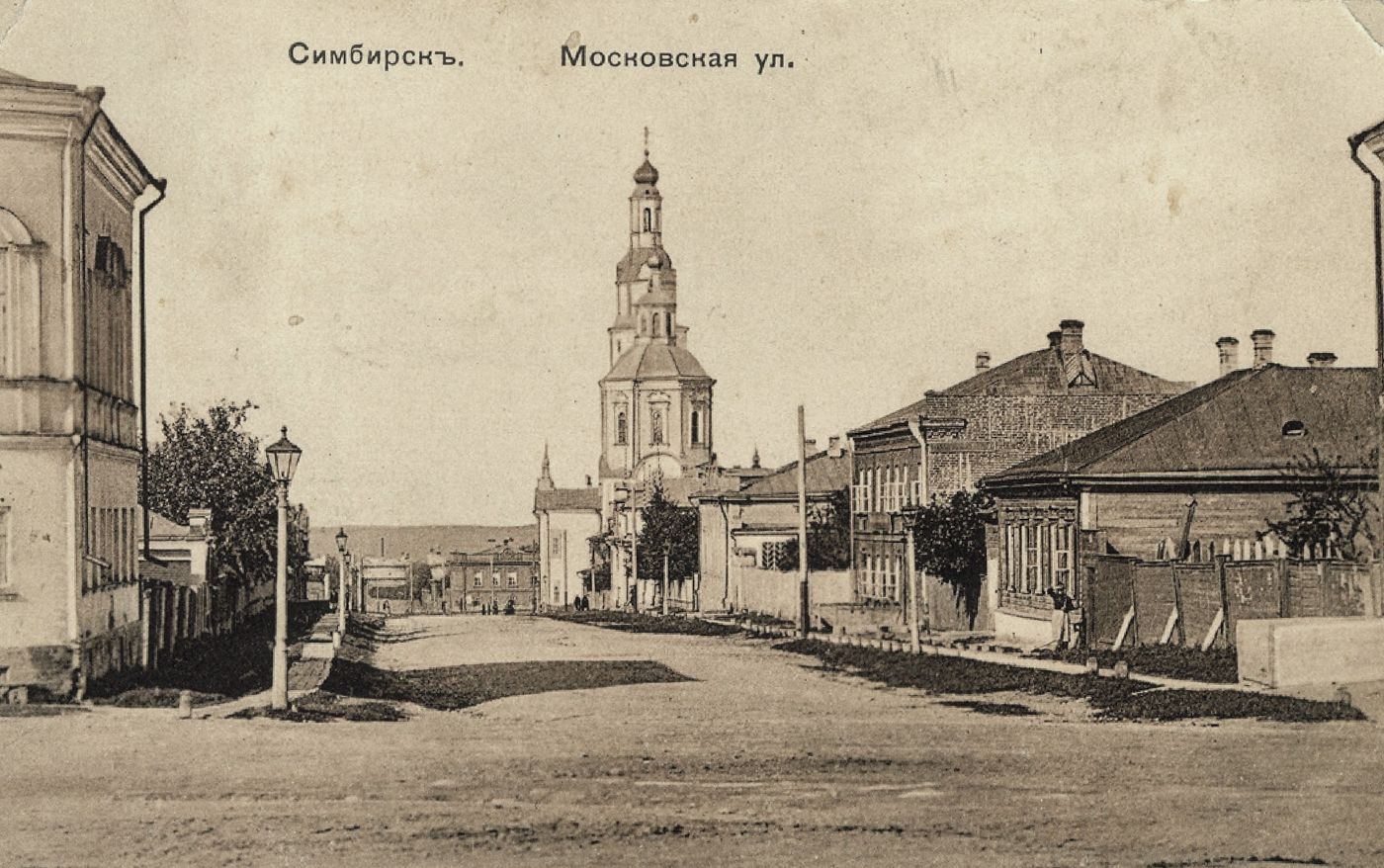
Вид на старый Вознесенский собор, до строительства нового, с перекрёстка Спасской улицы и Московской улицы, 1900 год.

## Улица в филателии

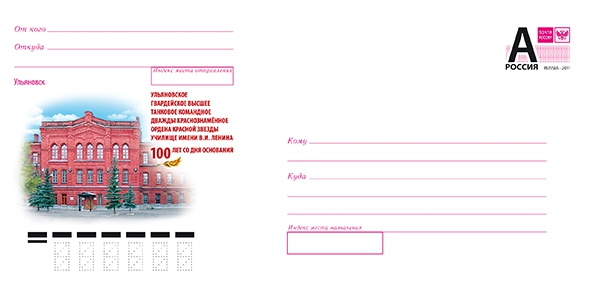
ХМК РФ, 2018. 100 лет УТУ.
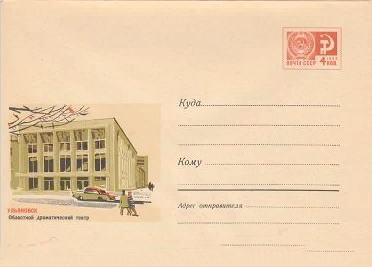
ХМК СССР, 1968. Ульяновск. Областной драматический театр.
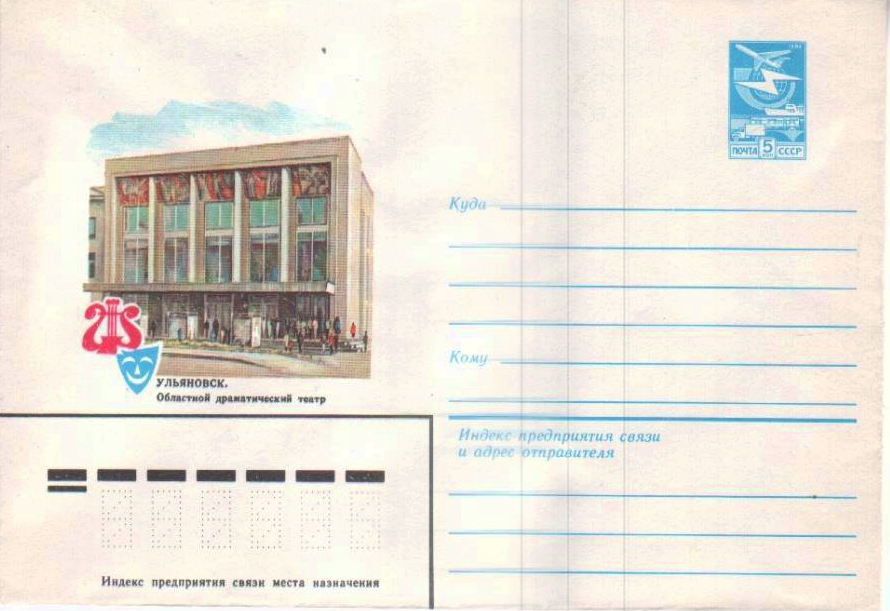
ХМК СССР, 1982. Ульяновский драматический театр.
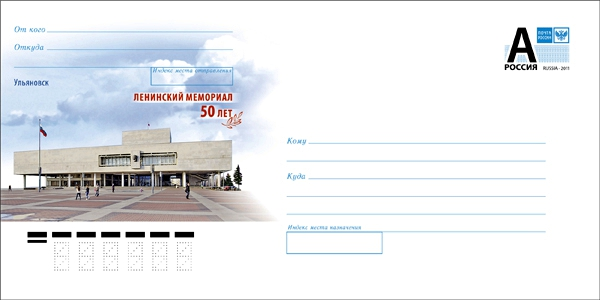
ХМК РФ, 2020. 50 лет Ленинскому мемориалу.
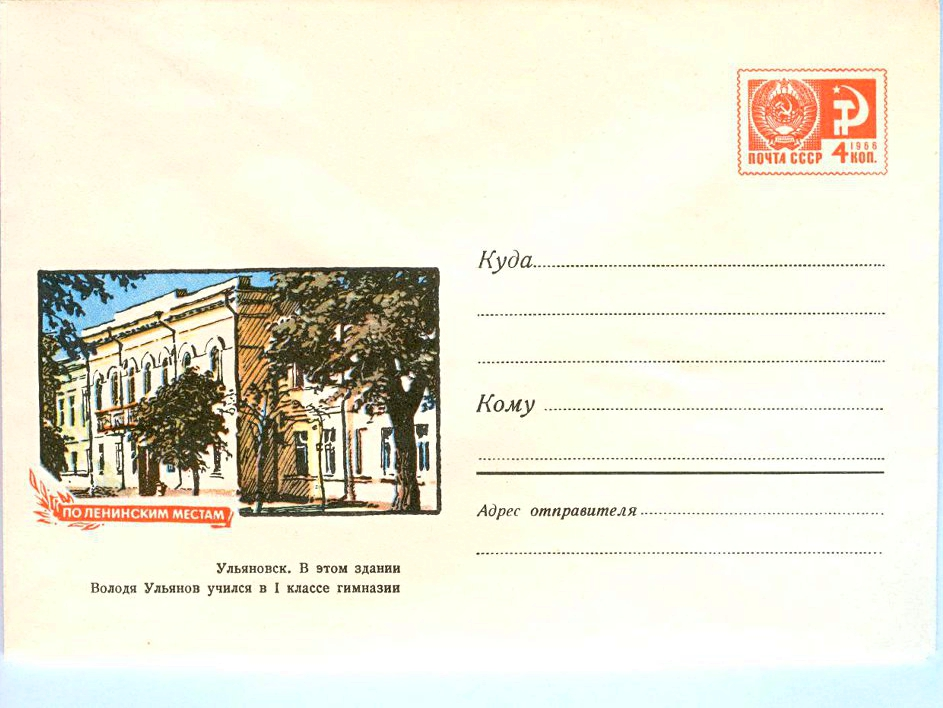
ХМК СССР, 1969 г. Ульяновск. «В этом здании учился Володя Ульянов в 1 классе гимназии».
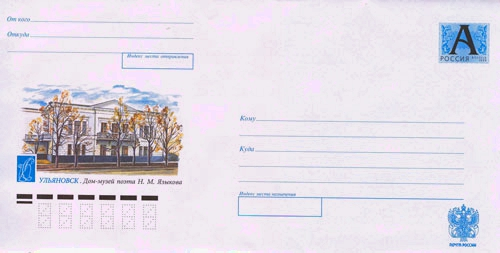
ХМК РФ, 2003. Ульяновск. Дом-музей поэта Н. М. Языкова.
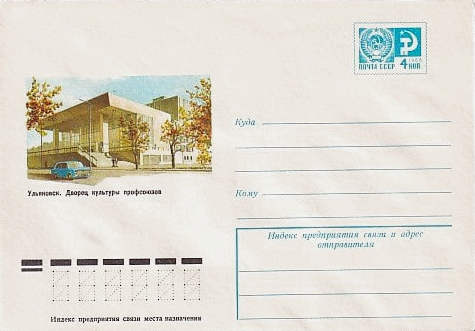
ХМК СССР, 1976. Ульяновск. Дворец культуры профсоюзов.
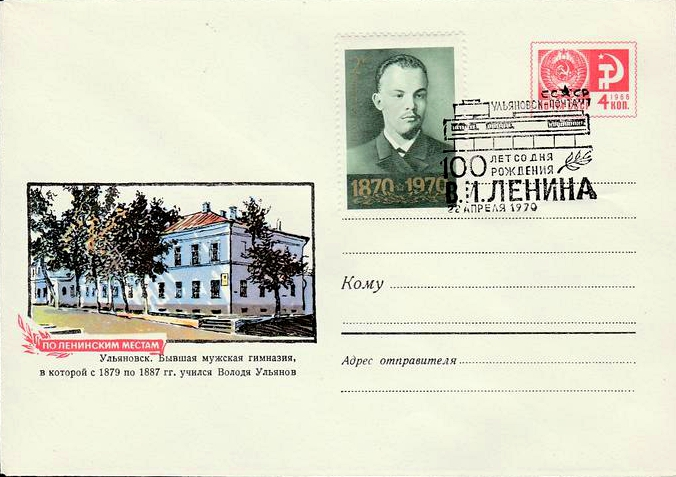
ХМК СССР, 1970 г. Ульяновск, гимназия. СГ- «100 лет со дня рождения Ленина. Ульяновск».
КПД СССР, 1971 г. Ленинский мемориал в Ульяновске.
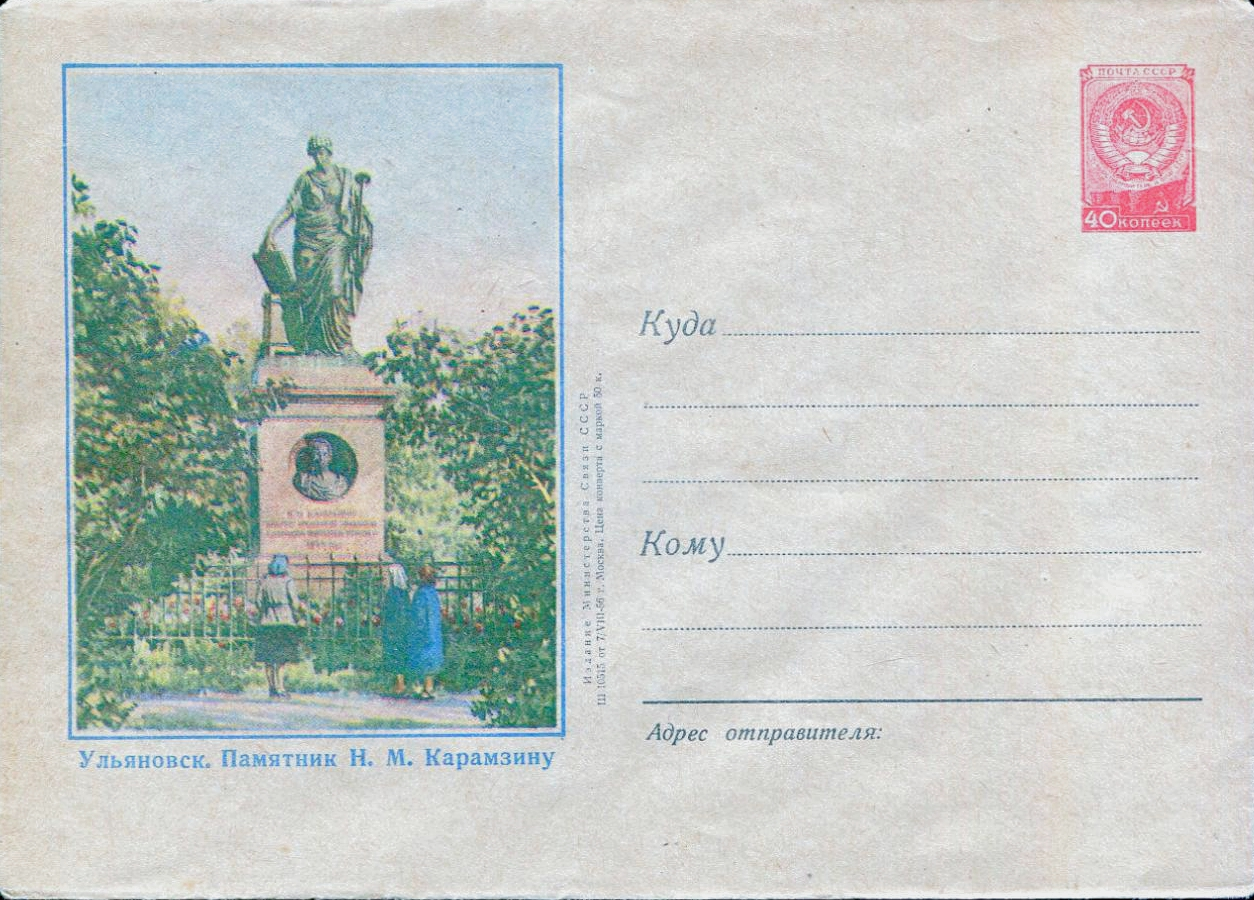
ХМК СССР, 1956 г. Ульяновск. Памятник Н. М. Карамзину.
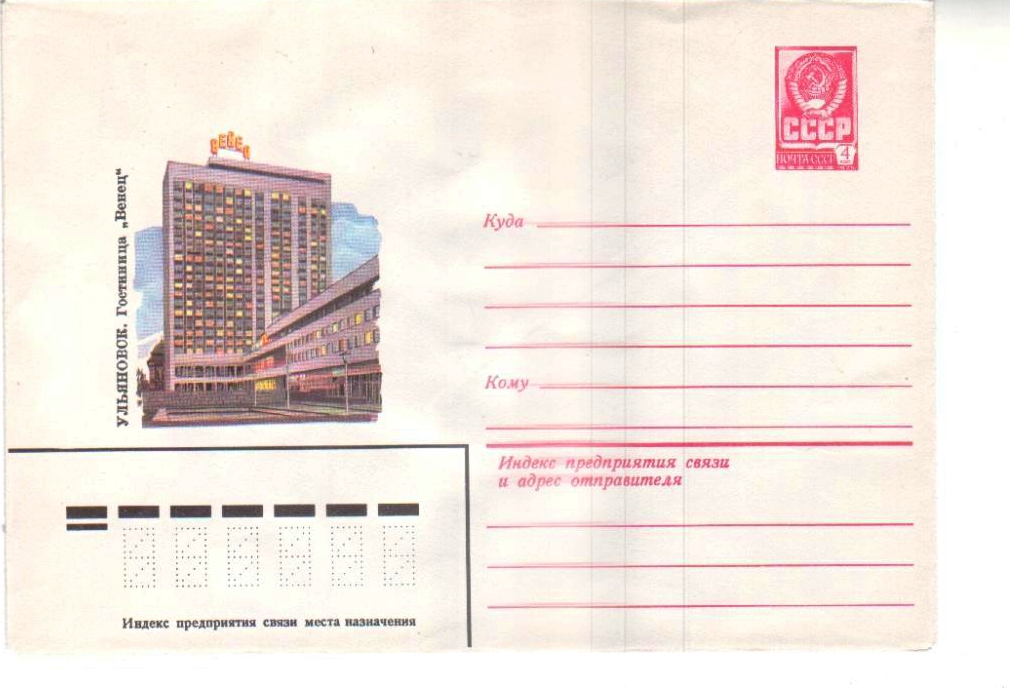
ХМК СССР, 1980. г. Ульяновск. Гостиница «Венец».
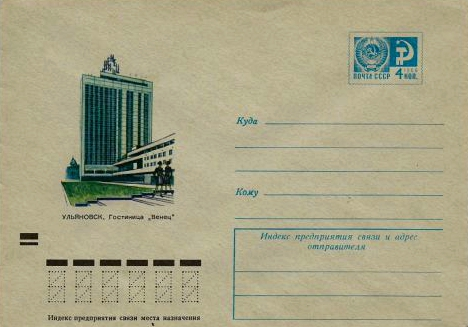
ХМК СССР, 1973. Ульяновск. Гостиница  «Венец».
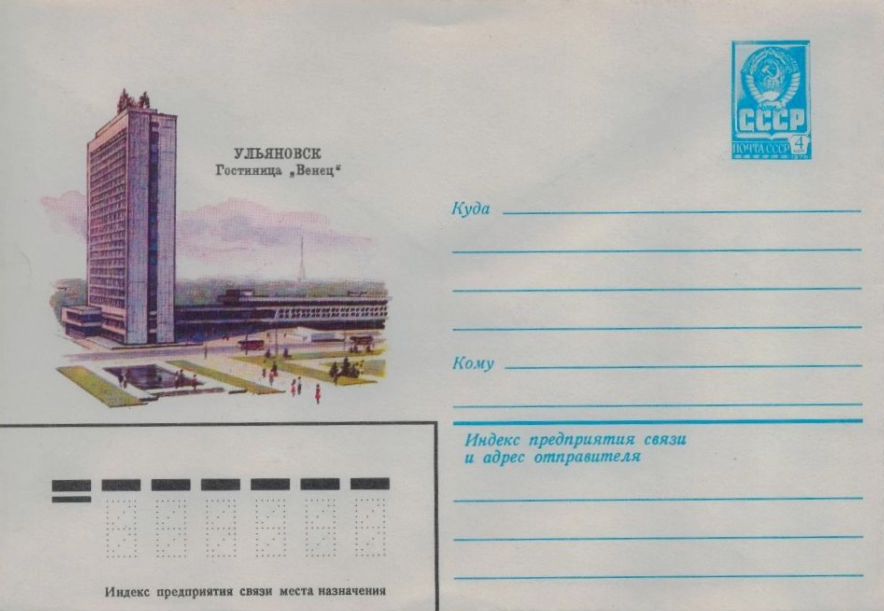
ХМК СССР, 1981. Ульяновск. Гостиница "Венец".

## Транспорт
По улице ходят трамваи (маршруты 2, 22 и 4) и маршрутные такси (6 маршрутов).